# Megyercs
Megyercs (szlovákul Čalovec, korábban Mederč) község Szlovákiában, a Nyitrai kerületben, a Komáromi járásban. Területe 23,2 km².

## Fekvése
Komáromtól 15 km-re északnyugatra fekszik, az Alsó-Csallóközben. Közigazgatásilag hozzátartozik a teljesen szlovák lakosságú Violín. Területe hosszan elnyúlik északnyugati irányban.
Közigazgatásilag nyugatról Nemesócsa és Ekel, délről Csallóközaranyos, keletről és északról Keszegfalva határolja. Mellékutak kötik össze Keszegfalvával (5 km), Violín és Štúrová kolóniákon át Ekellel (9 km) és Csallóközaranyossal (6 km). 2003-ig vasúti összeköttetése is volt a Komárom-Gúta vasútvonalon (két megállóhellyel is rendelkezett: Megyercsen és Violínban).

## Élővilága

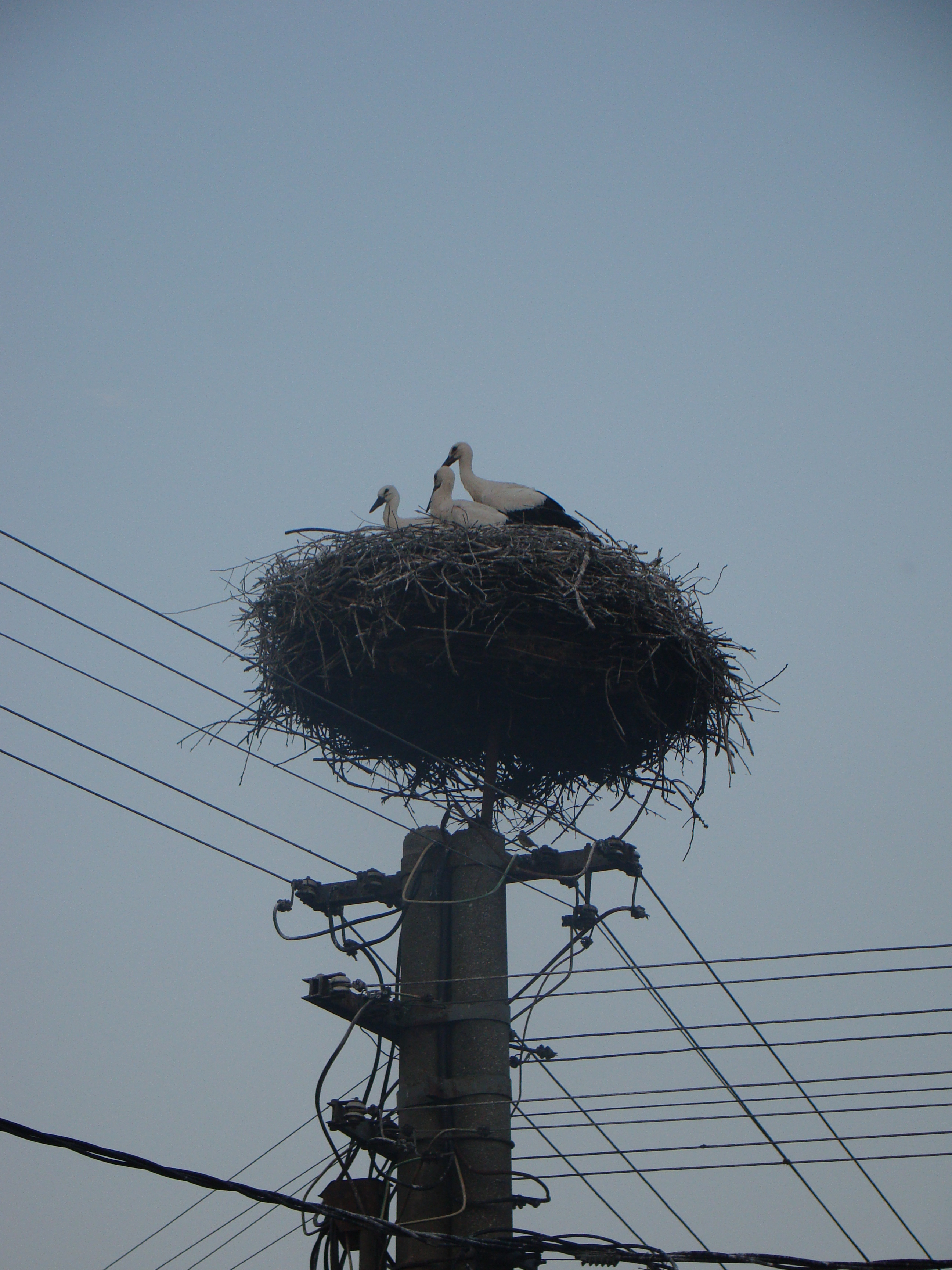
Gólyafészek Megyercsen 2012-ben
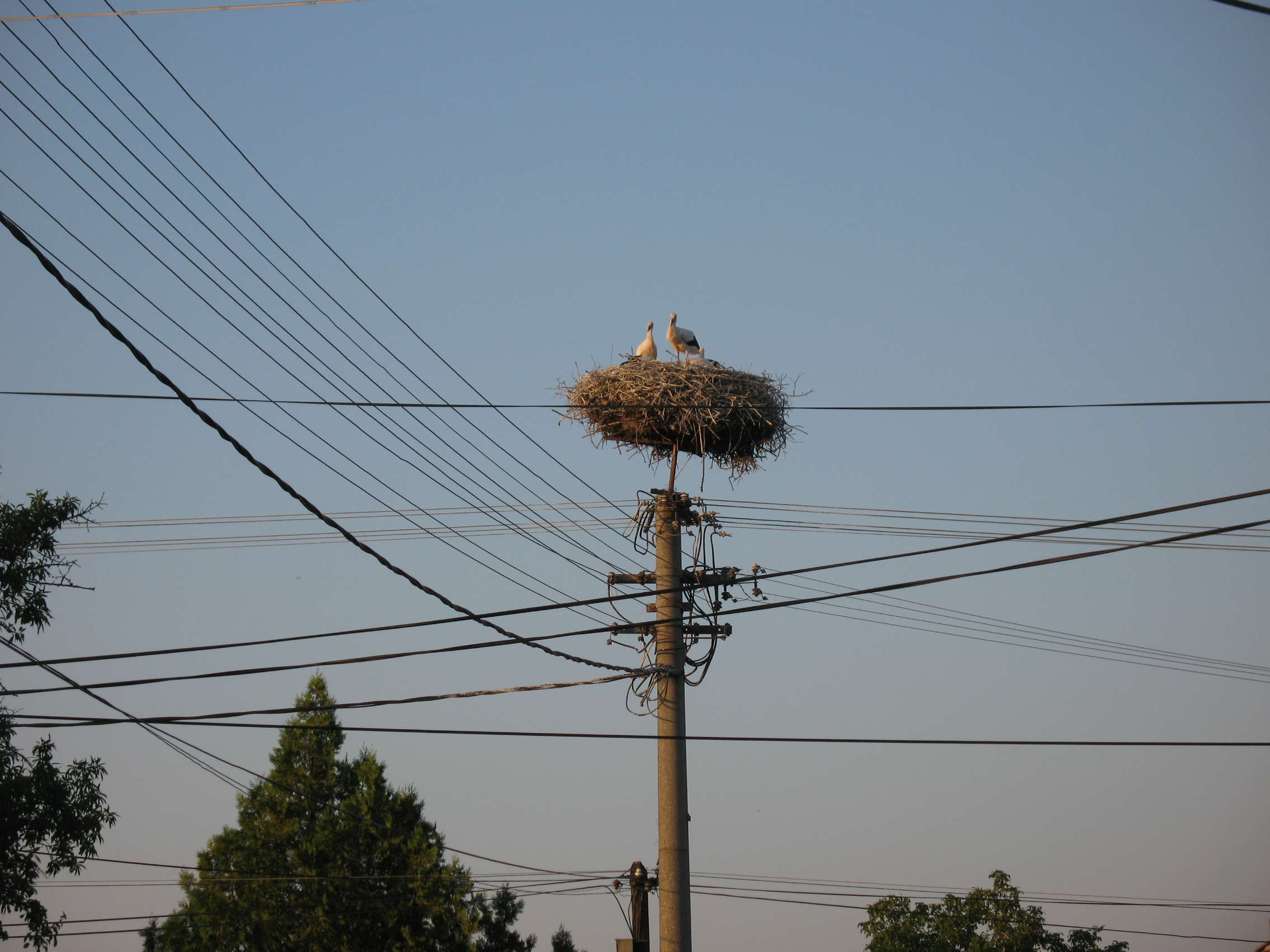
2013
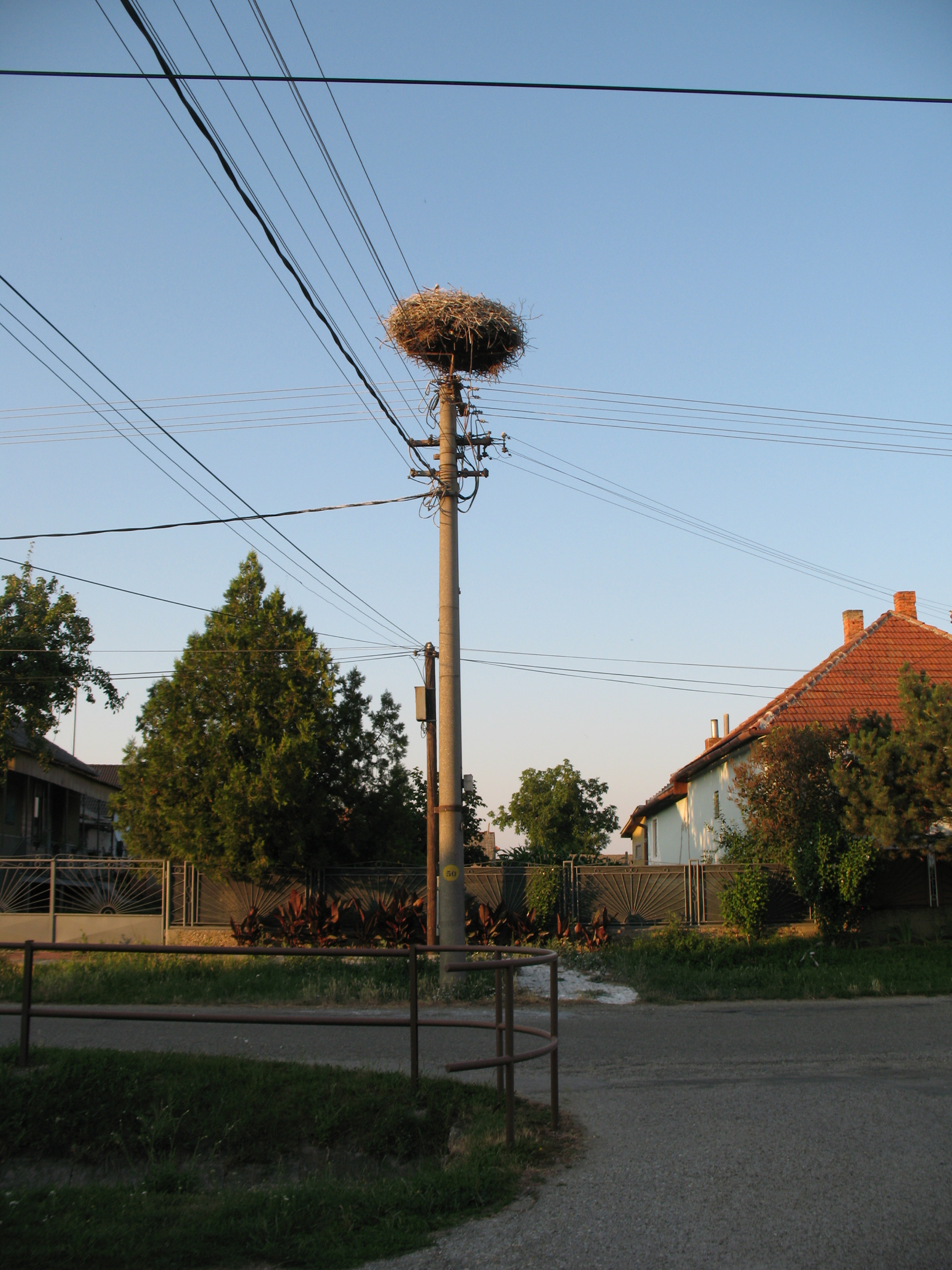
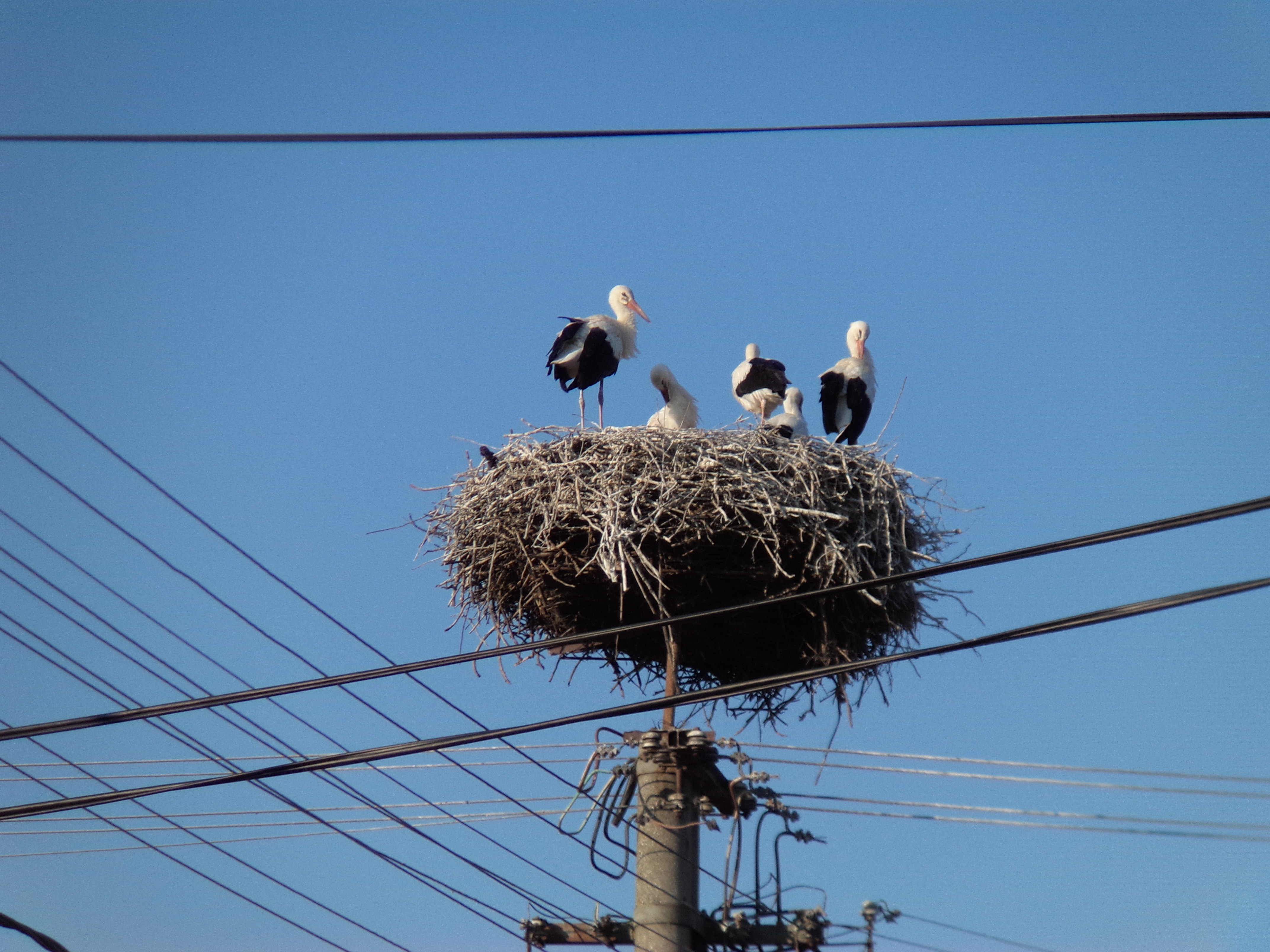
2015
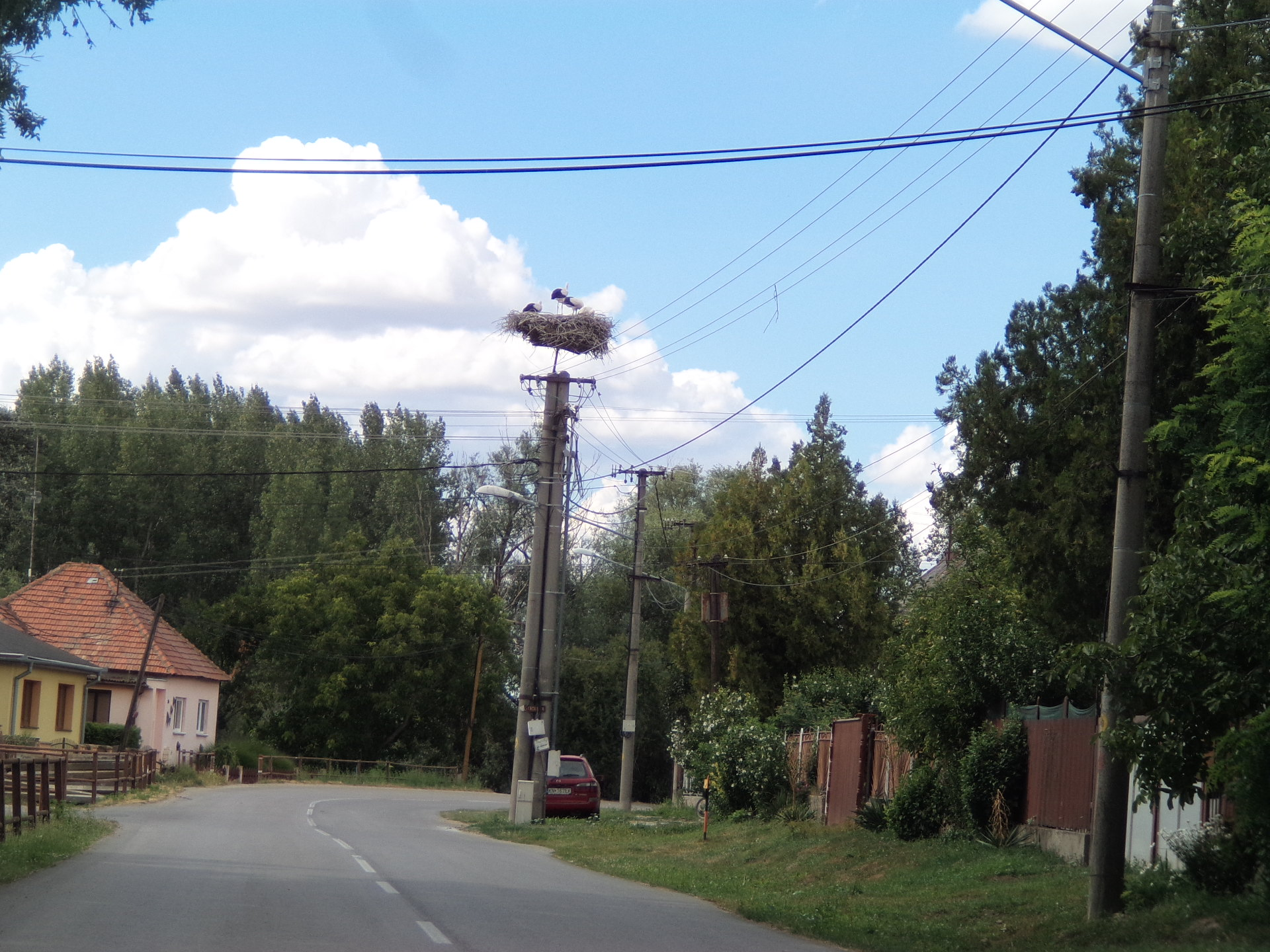
2020
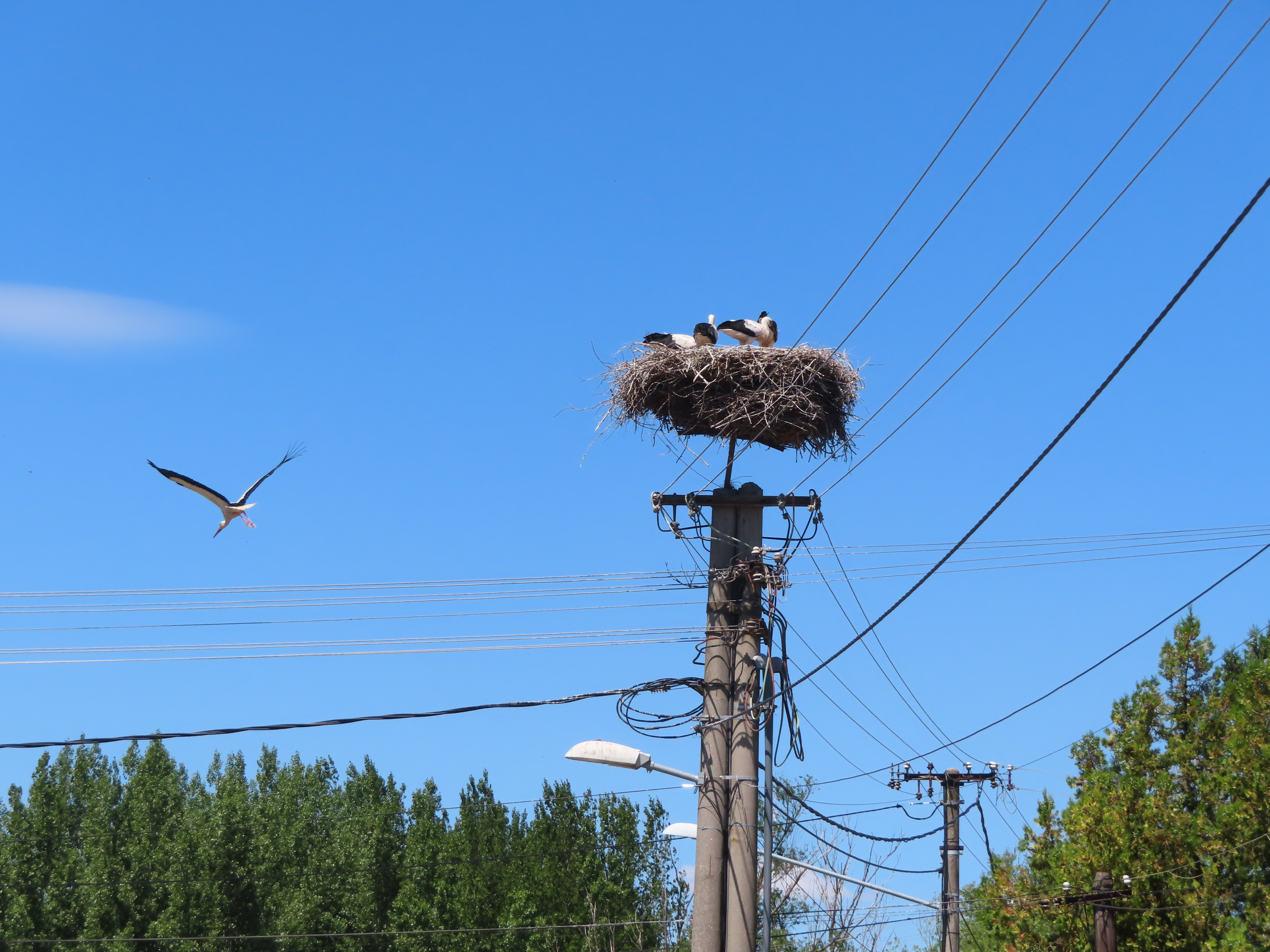
2022
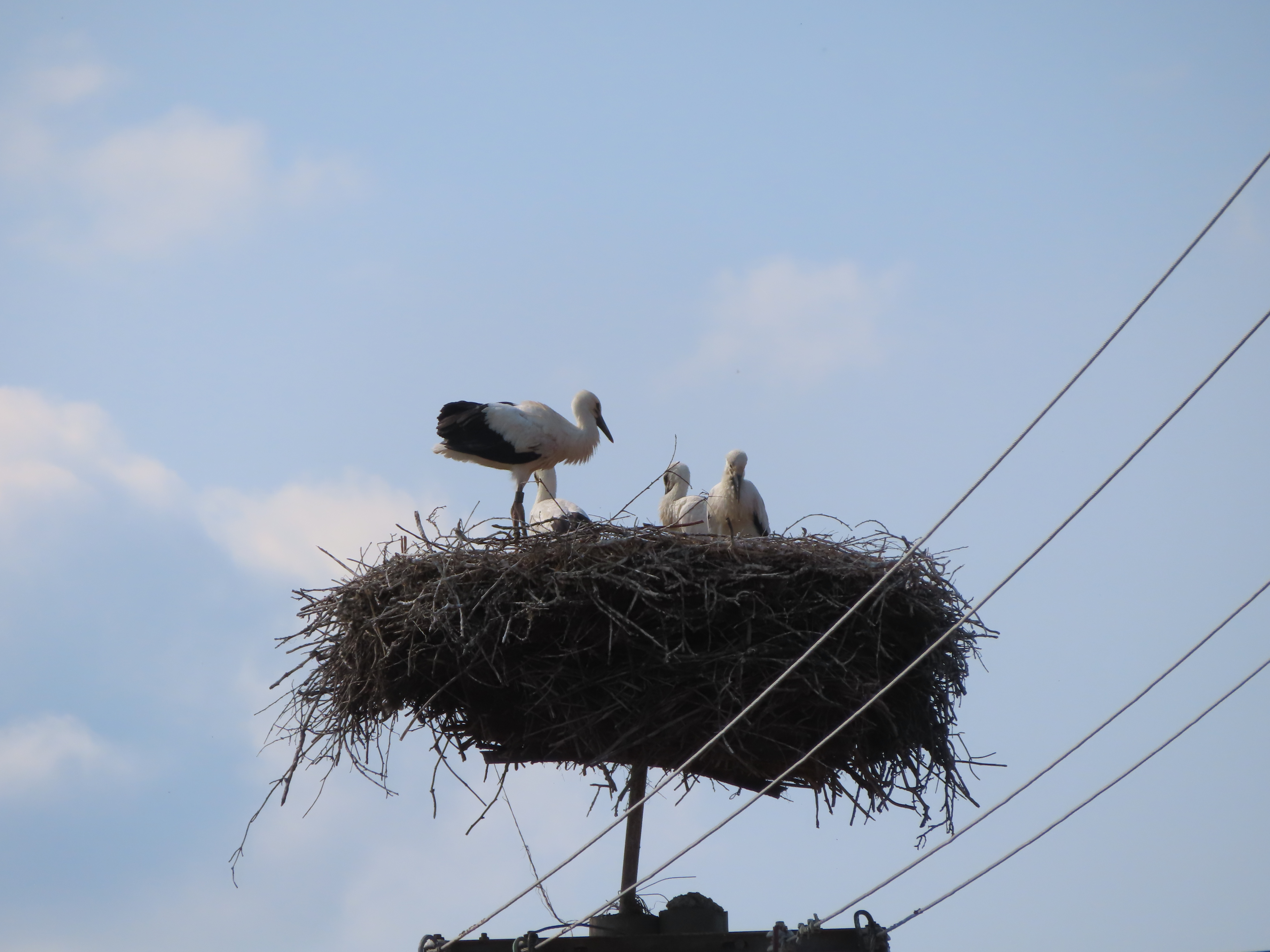
2023
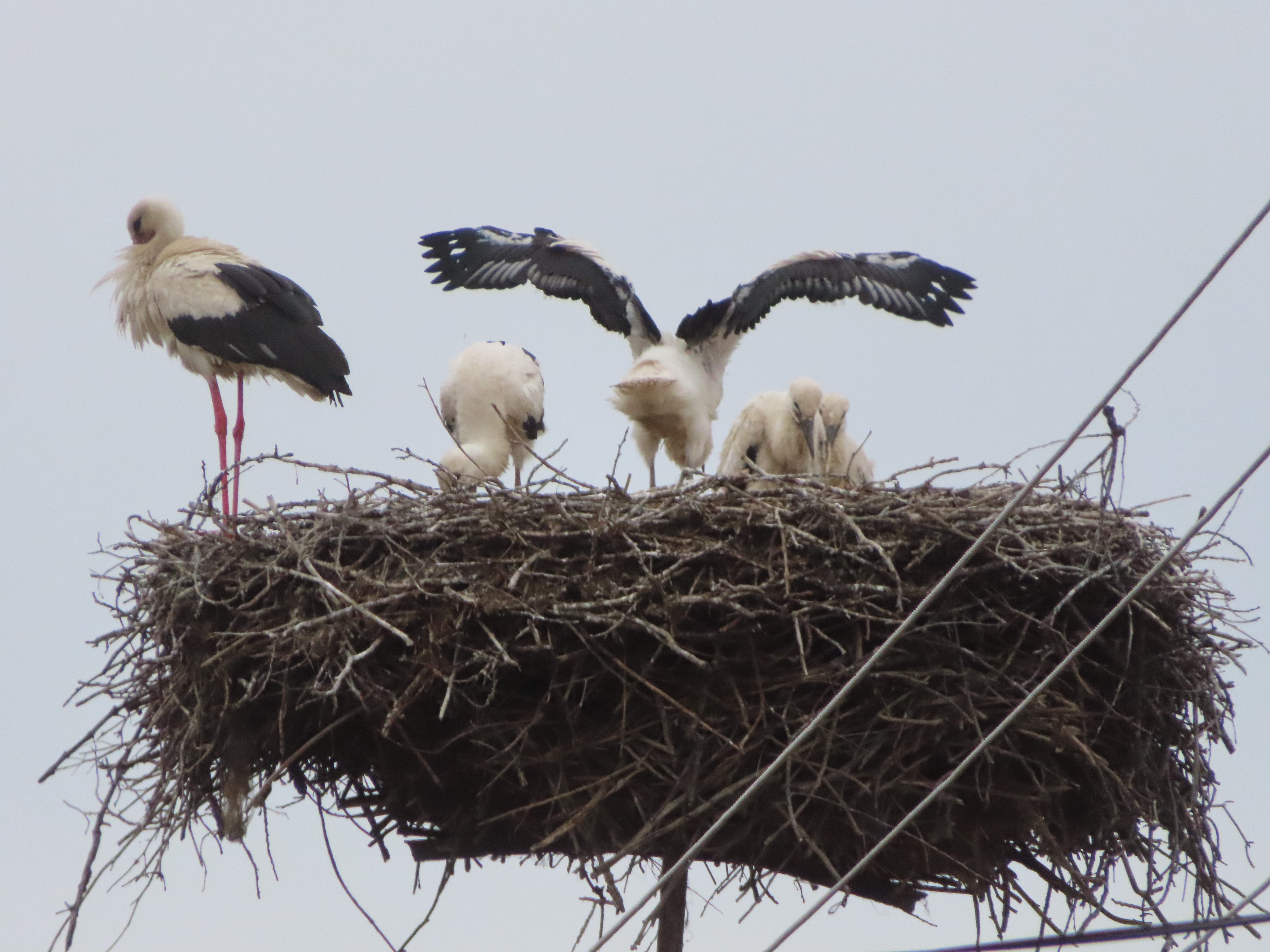
2024
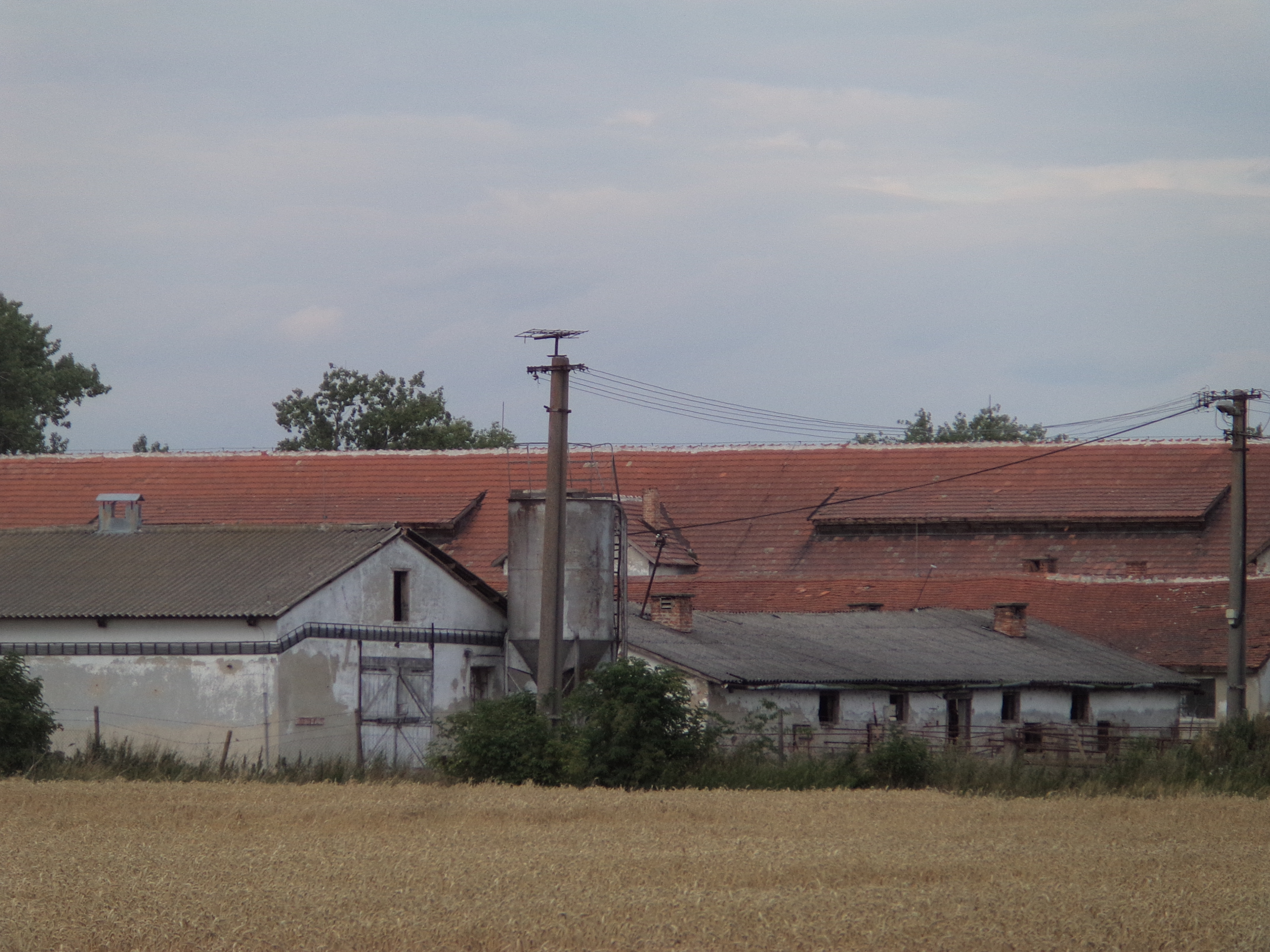

A faluban két gólyafészket evidálnak, ebből a fő utcán lévőben huzamosabb ideje fészkelnek gólyák. 2011 és 2012-ben 4-4, 2013-ban 5, 2014-ben 3, 2015-ben ismét 5 fióka kelt ki. 2016-2019 között évente 2, 2020-tól évente 4 fiókát neveltek fel.

## Története
Az ásatások kelta temetkezési hely nyomait tárták fel területén. A népvándorlás korában is lakott település az árvizek miatt elnéptelenedett, majd a 13. században újra benépesült.[forrás?] 1906-ban 99 darabos ezüstérem lelet került be a komáromi múzeum gyűjteményébe, közlésre azonban nem került, s a lelet nem lelhető fel. 1930 tavaszán újból feltárást végeztek a faluban s Alapy Gyula helyi segítséggel több a honfoglaláskorra keltezett sírt tárt fel, melyek azonban lehetséges hogy valójában az avar korra keltezhetőek. 1959-ben a Trugly majorban is megbolygattak legalább egy sírt.
Először 1268-ban említik „Megerch” néven a komáromi vár tartozékaként, melyhez 1592-ig tartozott. 1549-ben nyolc, 1556-ban kilenc, 1576-ban tíz adózó jobbágyportát említenek az adóösszeírások. 1592-ben 24 jobbágytelke volt. Ezután a Zichy család, részben pedig a Magyary család birtoka lett. Többször esett a török portyák áldozatául.
Megyercs hajdan a komáromi vár uradalmához tartozott. 1600-ban Demjén Antal és Dancsy János itt egy nemesudvart idegeneknek ad el, de ez iránt Hajós Krisztina, Fejérváry János hitvese óvást tesz. 1686-ban a Szabadhegyi család szerzett itt birtokot. 1690-ben 29 gazda és 3 nemes volt birtokos a községben. A környék egyik legnagyobb települése volt, bár többször sújtották járványok és természeti katasztrófák. Lakosai földművelésből, állattartásból és halászatból éltek.
Vályi András 1796-ban kiadott geográfiai szótárában így ír róla: „MEGYERES. Magyar falu Komárom Várm. földes Ura G. Zichi Uraság, lakosai katolikusok, és reformátusok, fekszik Keszegfalvának szomszédságában, és annak filiája, határja jó, nádgya szűkségére van, legelője, réttye elég, de az áradások károkat tesznek egy részén szántó földgyeinek.”
A 19. század közepén Fényes Elek ezt írja róla:  „Megyercs, magyar falu, Komárom vmegyében, Keszegfalva és Ekel közt, Komáromhoz észak-nyugotra 2 mfldnyi távolságra. Kiterjedése 466 hold, mellyből belső telek 39 hold, szántóföld 855 5/8 h., kaszálló 1695 3/8 h., vizállás és mocsár 173 6/8 h., legelő 1302 3/8 hold. Az egész határból pedig a jobbágyság bir 11 egész telek után 283 6/8 szántóföldet és 503 4/8 hold kaszállót. A szántóföldek és rétek legjobb minőségüek, bőven termik ezek a szénát, azok pedig a buzát, árpát, zabot, kukoriczát, burgonyát és kendert. A mezei gazdaság azonban középszerüen kezeltetik, szinte úgy a marhatenyésztés is, mellynek okát leginkább abban kell keresni, hogy a Vágh-Duna árja a határt gyakran elönti, s igy az egész ipart semmivé teszi, egyébkint is ezen határ gyülhelye a felsőbb határokban fakadó vizeknek. Lakja 418 ref., kiknek saját templomuk van, 45 kath. a keszegfalvi egyházhoz tartoznak, és 4 zsidó. F. u. gr. Zichy István 11 telket biró jobbágyaival és 3 nemesi curiának következő tulajdonosai: u. m. Magyary, Szabadhegyi, Szabó, Csontos, Cséney, Jókay nemes családok. Megyeres hajdan a komáromi vár uradalomhoz tartozott. 1600-ban Demjén Antal és Dancsy János itt egy nemesudvart idegeneknek adván el: ez ellen Hajós Krisztina, Fejérváry János hitvese ovást tesz.”
Borovszky Samu monográfiasorozatának Komárom vármegyét tárgyaló része szerint: „Megyercs, magyar nagyközség a csallóközi síkságon, 168 házzal és 896, nagyobbára ref. vallású lakossal. Postája, távírója és vasúti állomása Aranyos. Az ártérben fekszik és így gyakran volt kitéve az árvizeknek. Bronzkori és népvándorláskori leletei után ítélve, már az ősidők óta megült területek közé tartozik. 1268-ban a komáromi vár birtoka. 1387-ben Megyerk a neve, 1422-ben pedig Megyerch alakban van írva. Még 1592-ben is komáromi várbirtokként szerepel, de 1600-ban Demjén Antal és Dancsy János is birtokosaiként vannak említve, a kik egy-egy nemes udvart adnak el. Később azután a Zichyek lettek a birtokosai, kívülök azonban részük volt benne a Magyary, Szabadhegyi, Szabó, Csontos, Cséney és Jókay családoknak is. Most Boschán Samunak és Glück Lipótnak van itt nagyobb birtokuk. Református temploma a XVIII. század közepe táján épült, és itt egy nagyon régi és kiváló műbecsű ezüstkelyhet őriznek. Ide tartozik Vidini puszta, Koczor major és Megyercsi rét, mely utóbbinak 147 lakosa van.”
A 20. század elejéig kiterjedt mocsarak övezték. A trianoni diktátumig Komárom vármegye Csallóközi járásához tartozott. Az 1920-as években a falu határában alapították szlovák telepesek Violín kolóniát. 1921-ben már 1510-en lakták (1100 magyar, 409 szlovák), 1930-ban volt a legnépesebb (1732 fő), azóta lakossága csökken. 1938 és 1945 között Megyercs ismét Magyarországhoz tartozott. 1944. július 2-án lelőttek egy amerikai bombázót a falu felett, mely Violin felett szétesett. Az egyik pilóta ejtőernyője nem nyílt ki, őt másnap temették el Megyercsen, majd később exhumálták. A legénység többi tagja fogságba esett.
A szocializmus alatt állami gazdaság működött itt, melyet 1996-ban felszámoltak. 2003-ban vasúti összeköttetését is felszámolták a Komárom-Gúta vonalon. Mezőgazdasági szövetkezete Keszegfalvával közös.

## Népessége
| Év:            | 1994. | 2004.   | 2014.   | 2024.   |
| -------------- | ----- | ------- | ------- | ------- |
| Emberek száma: | 1169  | 1177    | 1164    | 1109    |
| Eltérés:       |       | +0,68 % | -1,10 % | -4,72 % |

| Év:            | 2023. | 2024.   |
| -------------- | ----- | ------- |
| Emberek száma: | 1122  | 1109    |
| Eltérés:       |       | -1,15 % |

1880-ban 669 lakosából 639 magyar anyanyelvű volt.
1890-ben 839 lakosából 835 magyar és 2 szlovák anyanyelvű volt.
1900-ban 896 lakosa mind magyar anyanyelvű volt.
1910-ben 991 lakosából 990 magyar anyanyelvű volt.
1921-ben 1514 lakosából 1078 magyar és 427 csehszlovák volt.
1930-ban 1732 lakosából 1242 magyar és 482 csehszlovák volt.
1941-ben 1446 lakosából 1440 magyar és 6 szlovák volt.
1970-ben 1533 lakosából 945 magyar és 577 szlovák volt.
1980-ban 1374 lakosából 902 magyar és 461 szlovák volt.
1991-ben 1196 lakosából 876 magyar és 313 szlovák volt.
2001-ben 1172 lakosából 855 magyar és 295 szlovák volt.
2011-ben 1197 lakosából 743 magyar, 303 szlovák, 7 cigány, 6 cseh, 2 német, 1 zsidó és 135 ismeretlen nemzetiségű volt.
2021-ben 1114 lakosából 749 (+31) magyar, 292 (+16) szlovák, 1 (+3) cigány, 10 (+1) egyéb és 62 ismeretlen nemzetiségű volt.

## Nevezetességek
- Református temploma a 19. század elején épült klasszicista stílusban, majd a 19. század utolsó harmadában romantikus stílusban alakították át. Berendezéséhez tartozik egy értékes barokk kehely 1692-ből.
- Fennmaradt néhány 20. század eleji tégla- és vályogház.
- A Boschán-kastély 1903-ban épült neoklasszicista stílusban. Napjainkban romos állapotban van, a tervek szerint helyreállítása után faluházat rendeznek be itt.
- A második világháború megyercsi hősi halottainak és áldozatainak emlékművét 1998-ban avatták fel.
- A kitelepítettek és deportáltak 1999-ben felavatott főtéri emléktáblái a II. világháborút követő évek magyarellenes intézkedéseit elszenvedőknek állít emléket.
- A Túzokos (Dropie) természetvédelmi terület egy része a falu kataszterébe tartozik.
- Termálvizes fürdője elsősorban helyi jelentőségű. Az 1970-es években épült, majd 1989-ben bezárták, de 2001 óta újra működik.

## Képtár

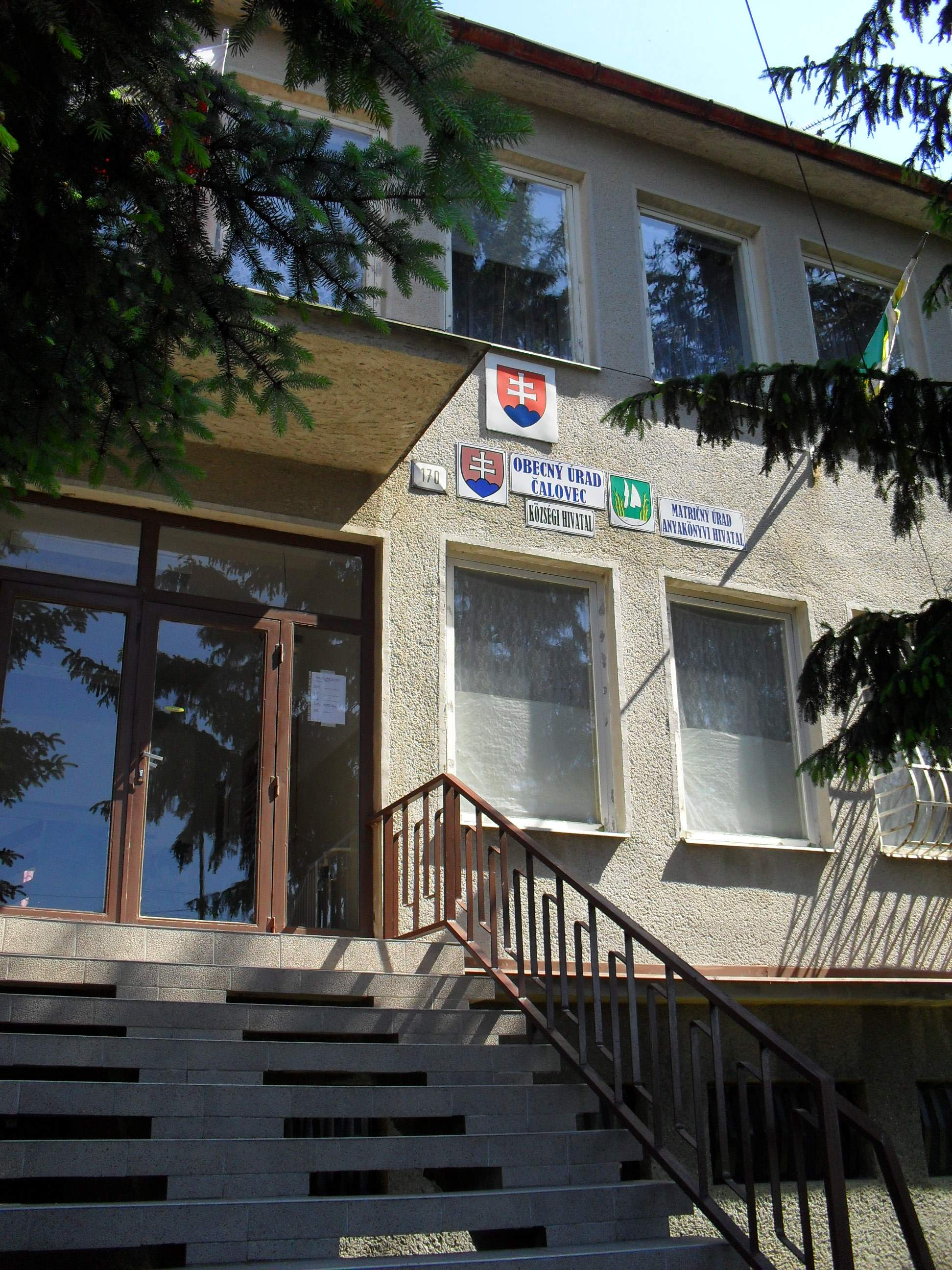
Községi hivatal
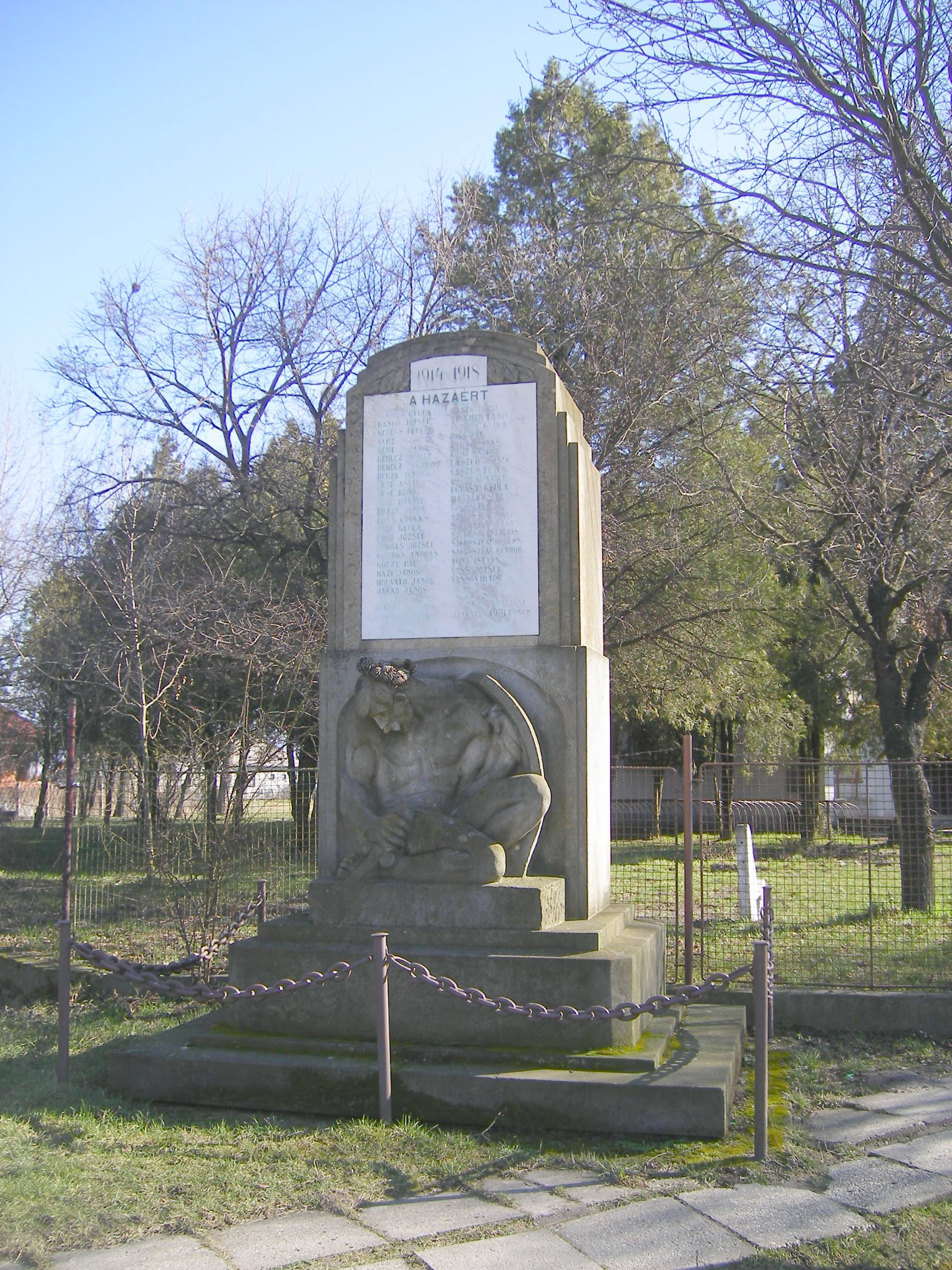
Az első világháború áldozatainak emlékműve
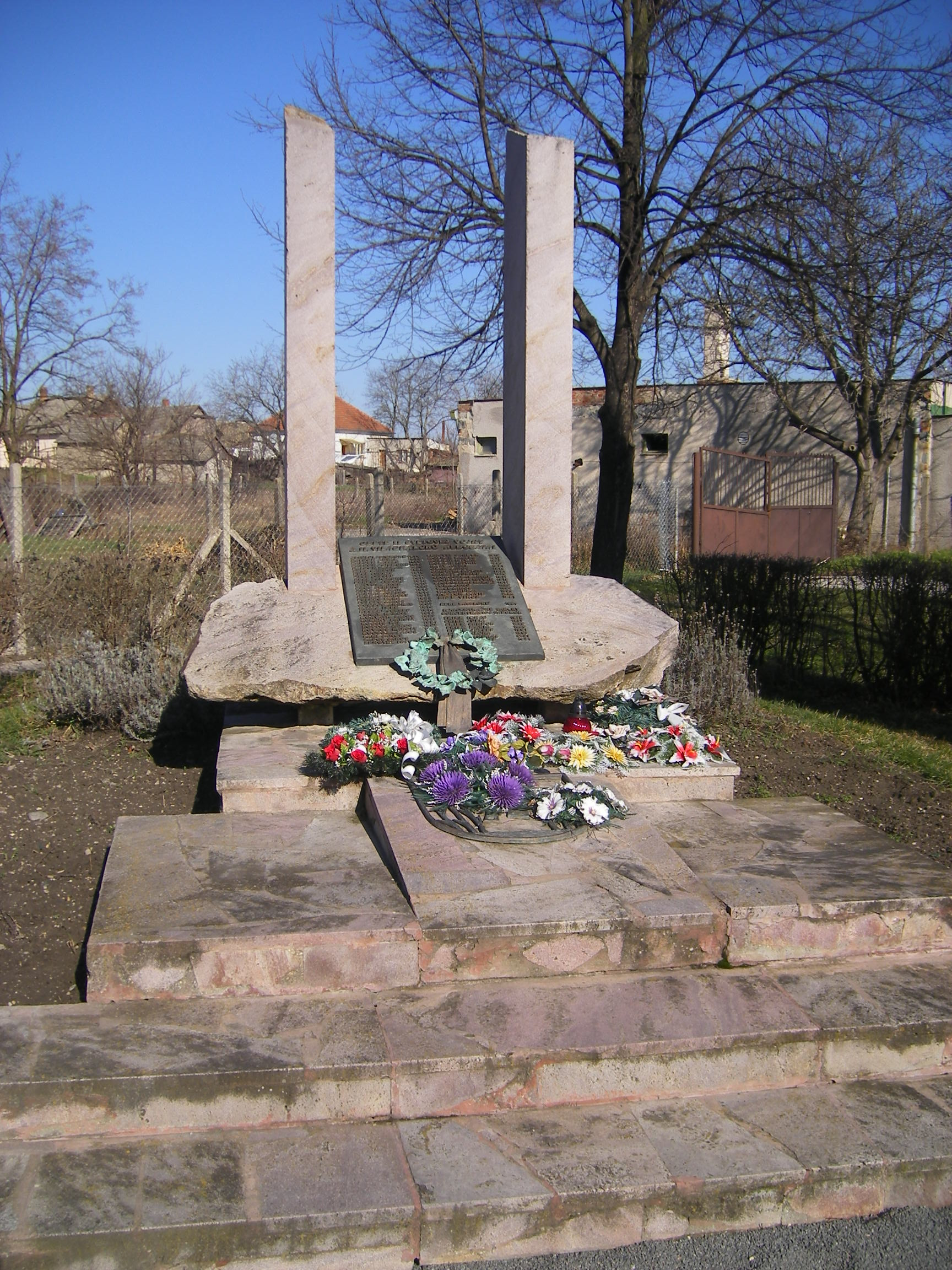
A második világháború áldozatainak emlékműve
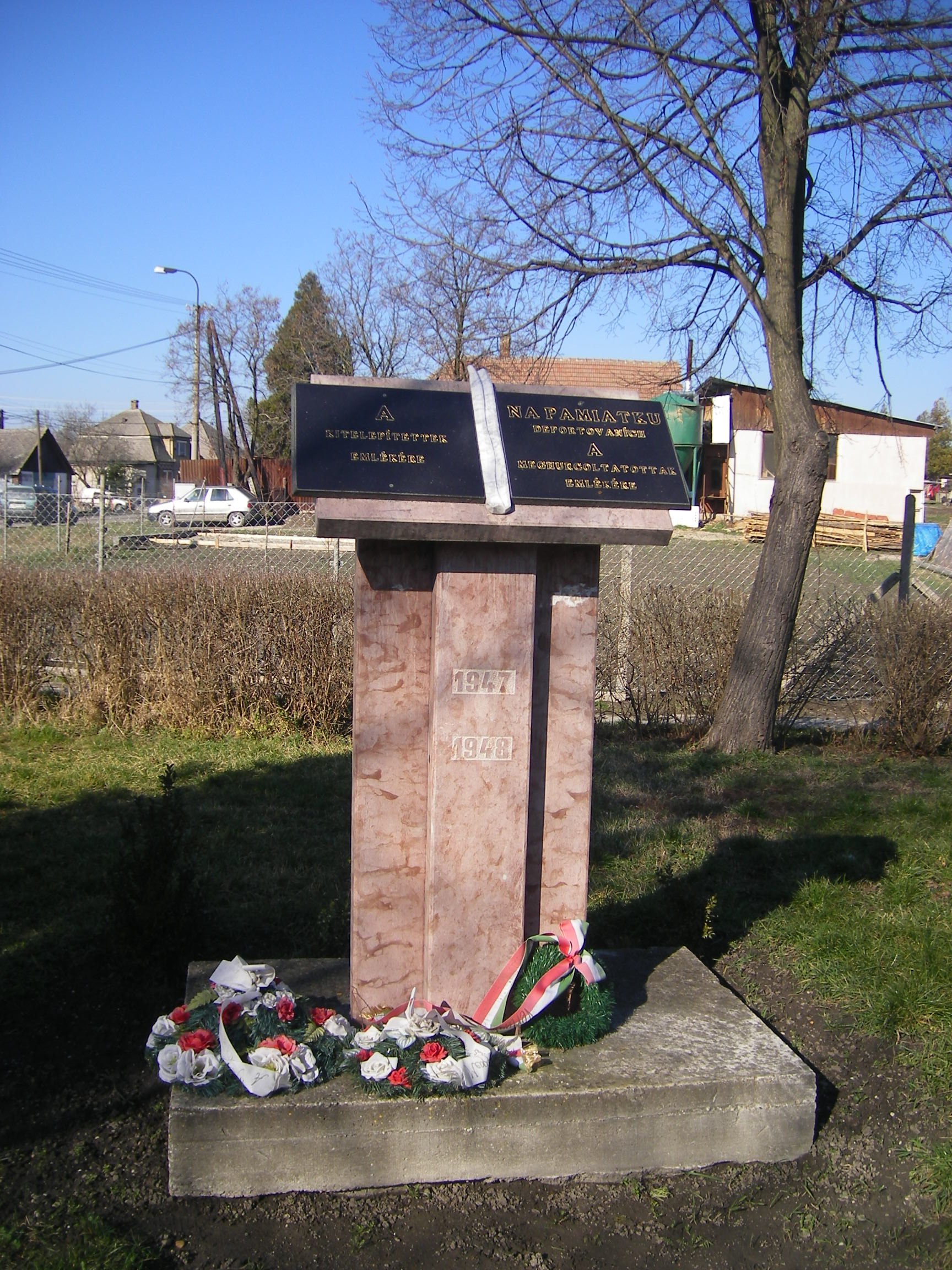
A kitelepítettek emlékműve
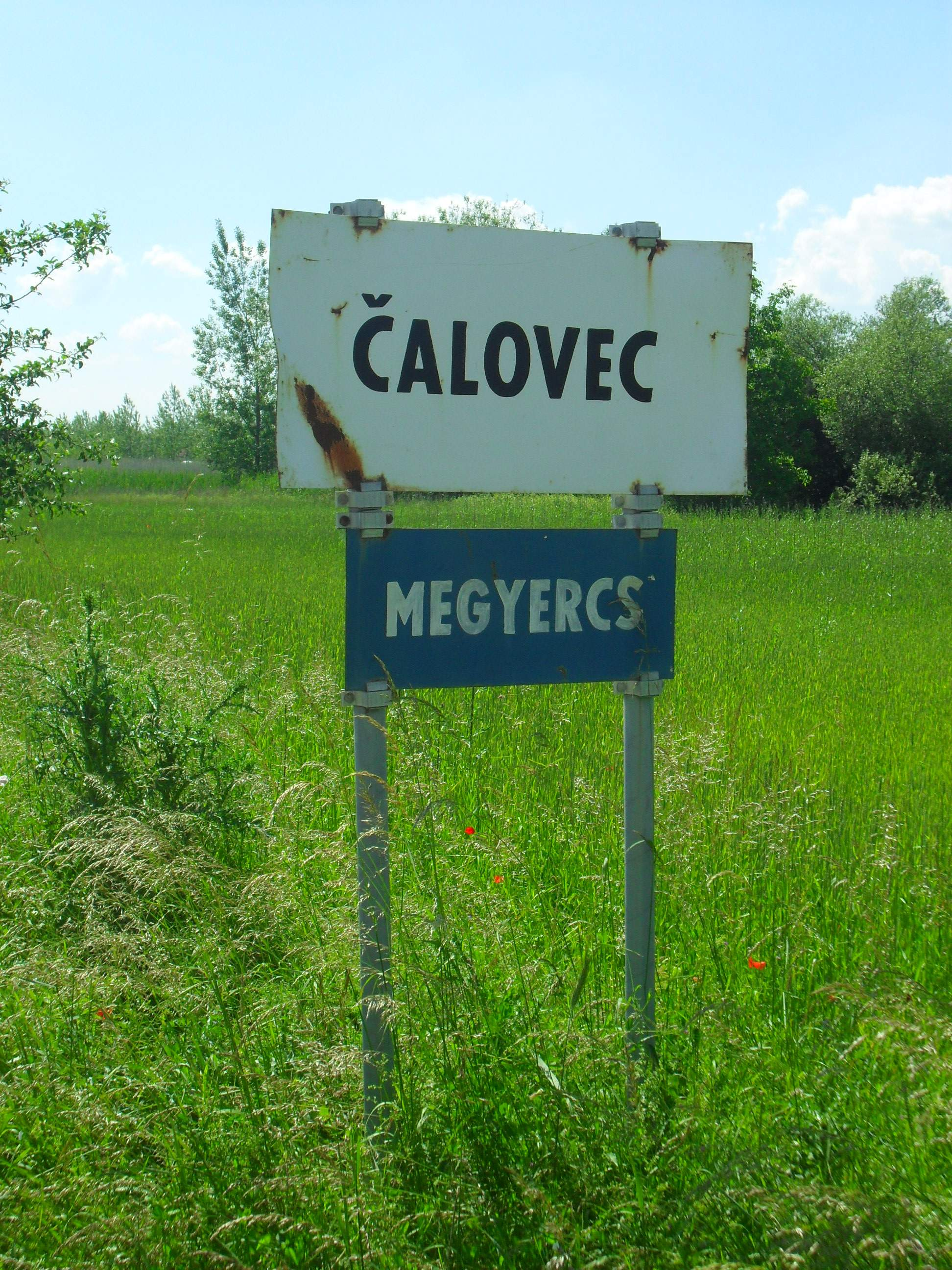
Kétnyelvű helységnévtábla
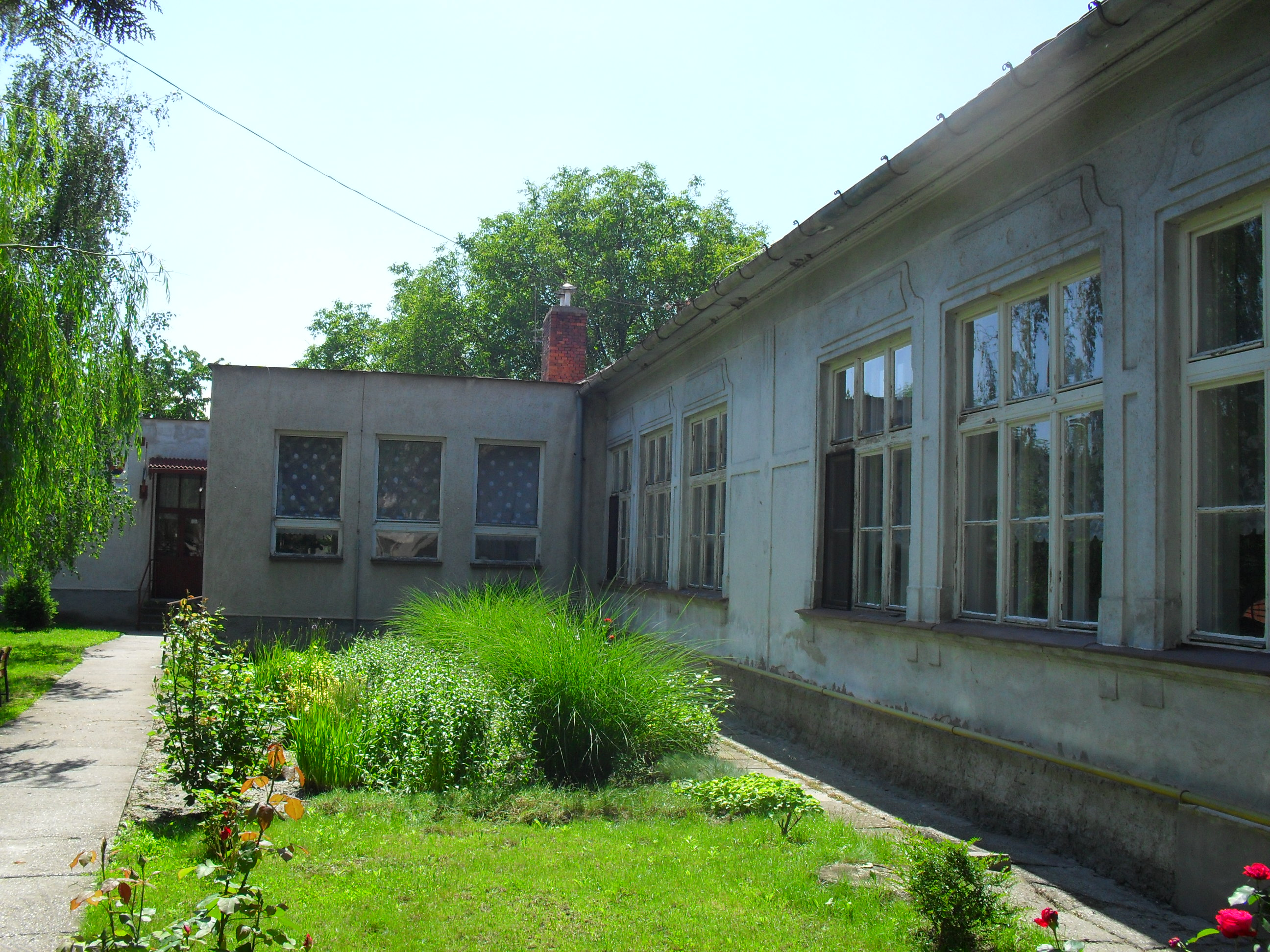
Óvoda
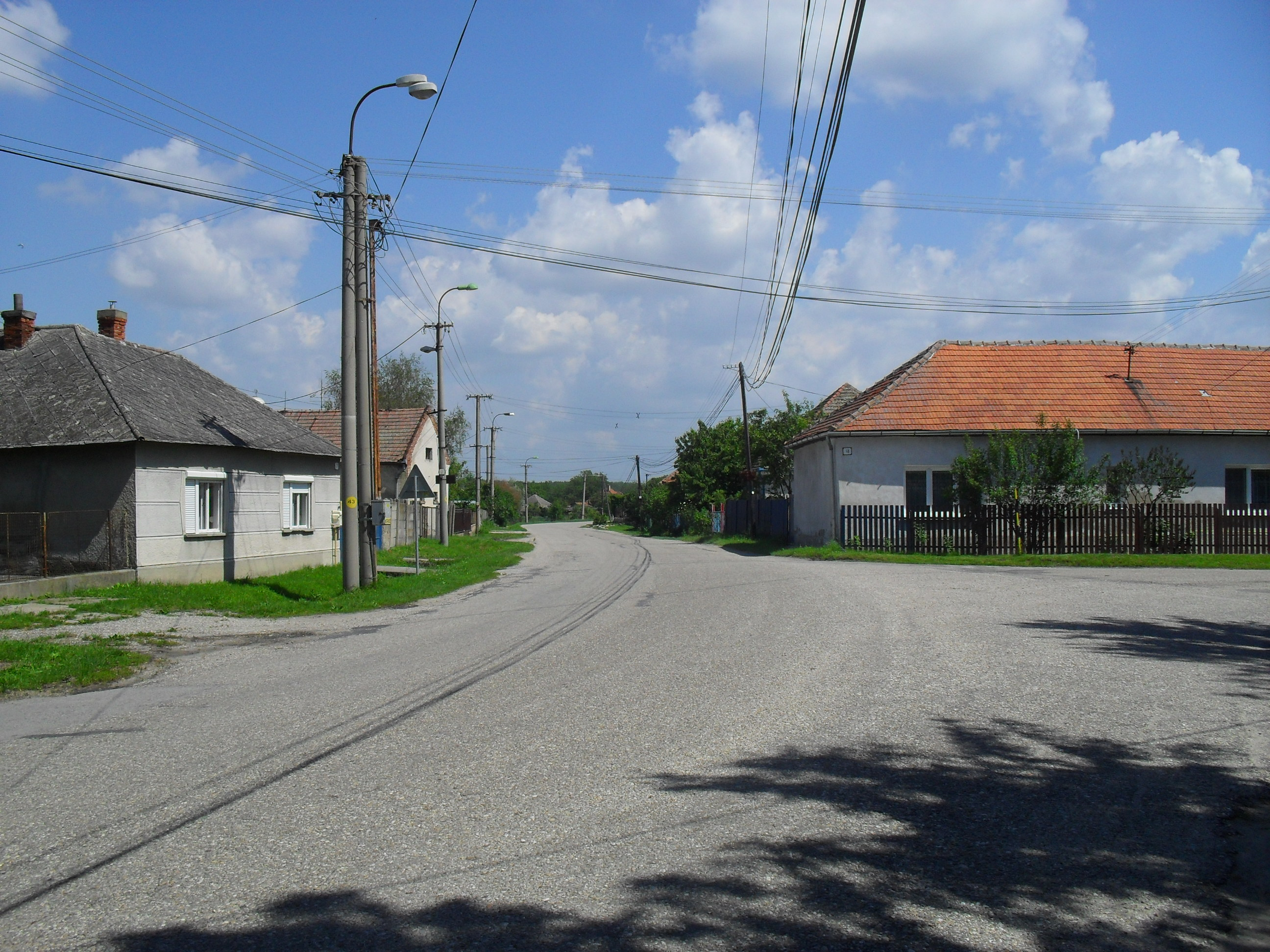
Megyercsi utcakép
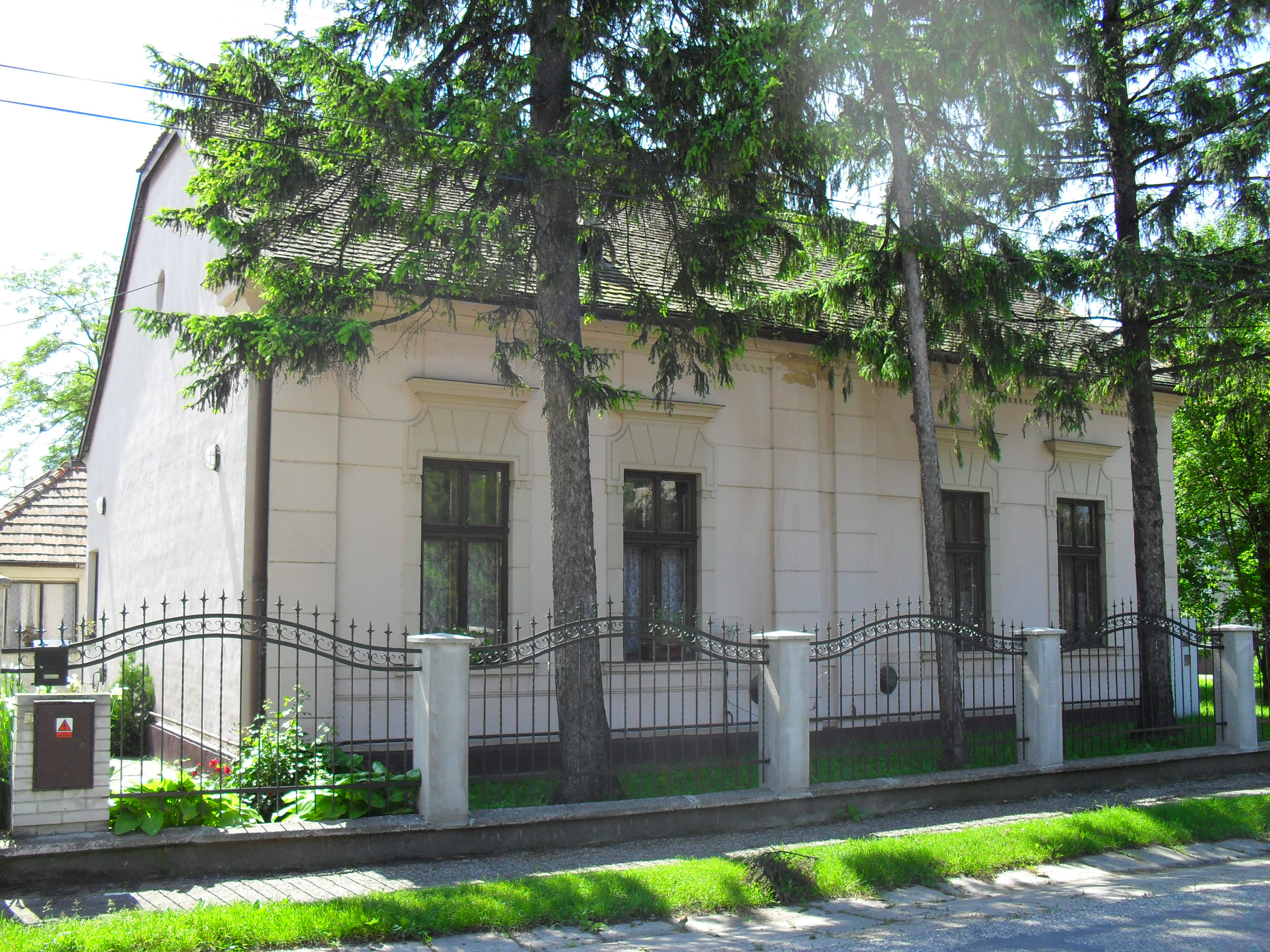
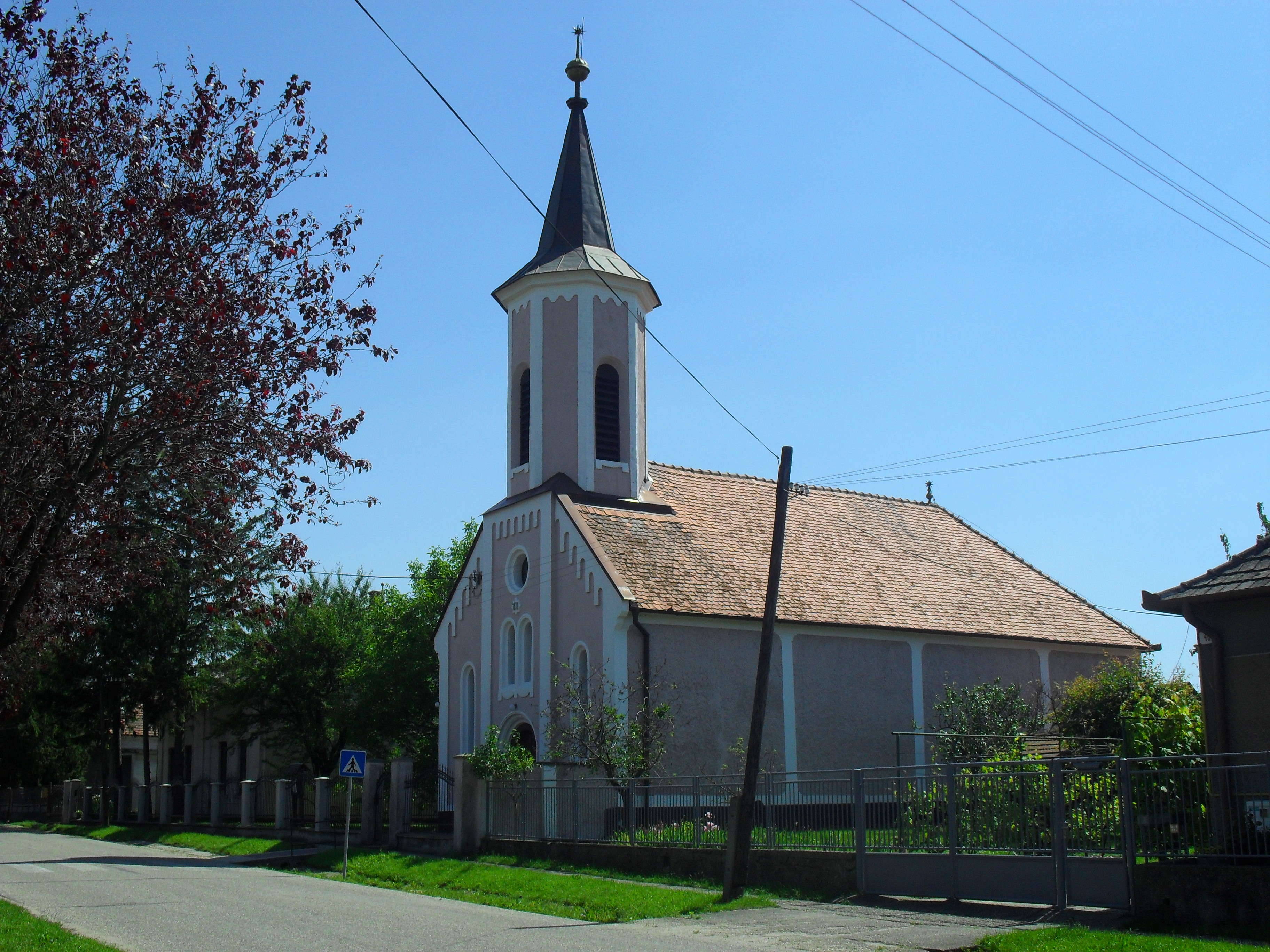
Református templom
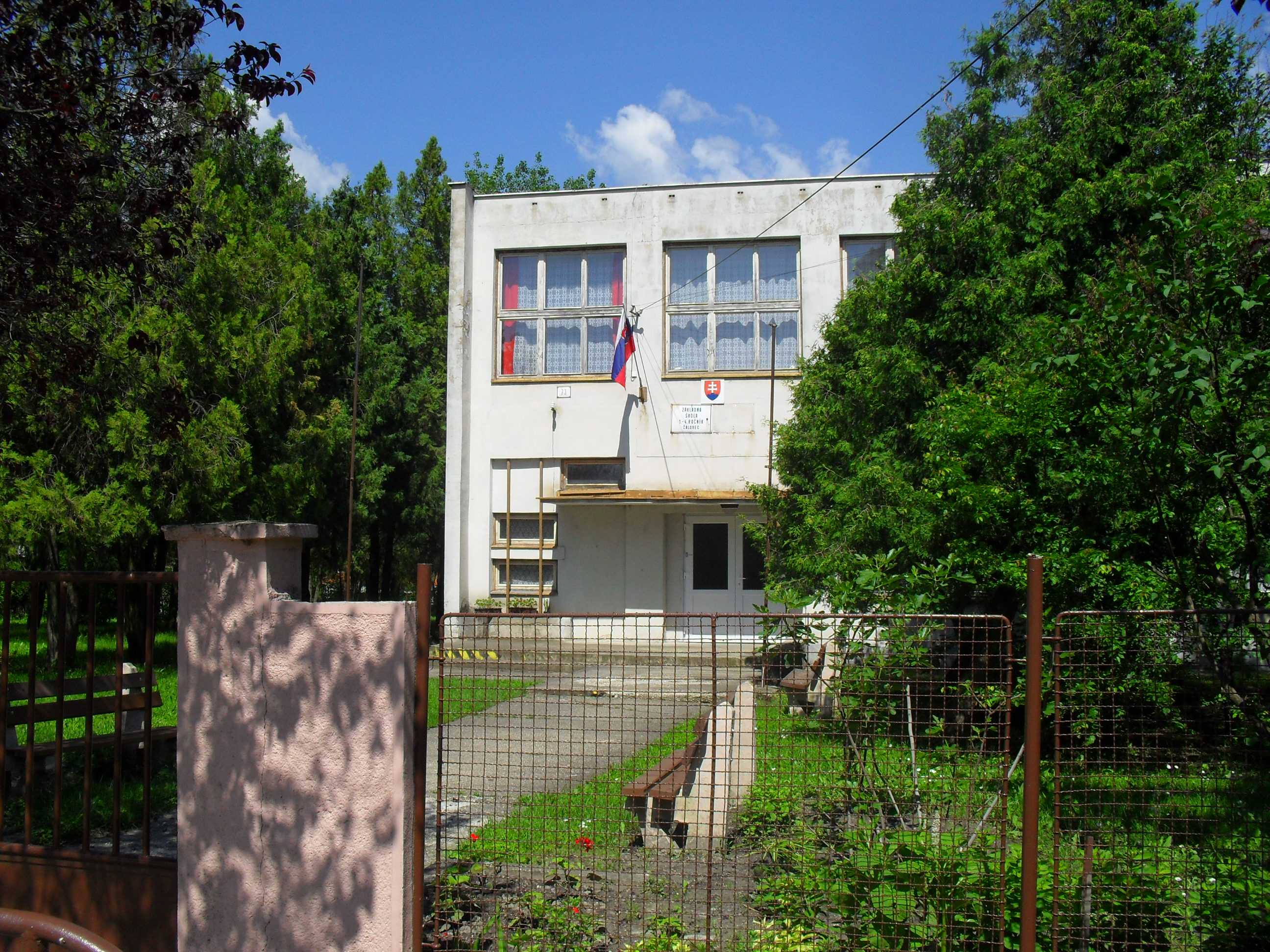
Alapiskola
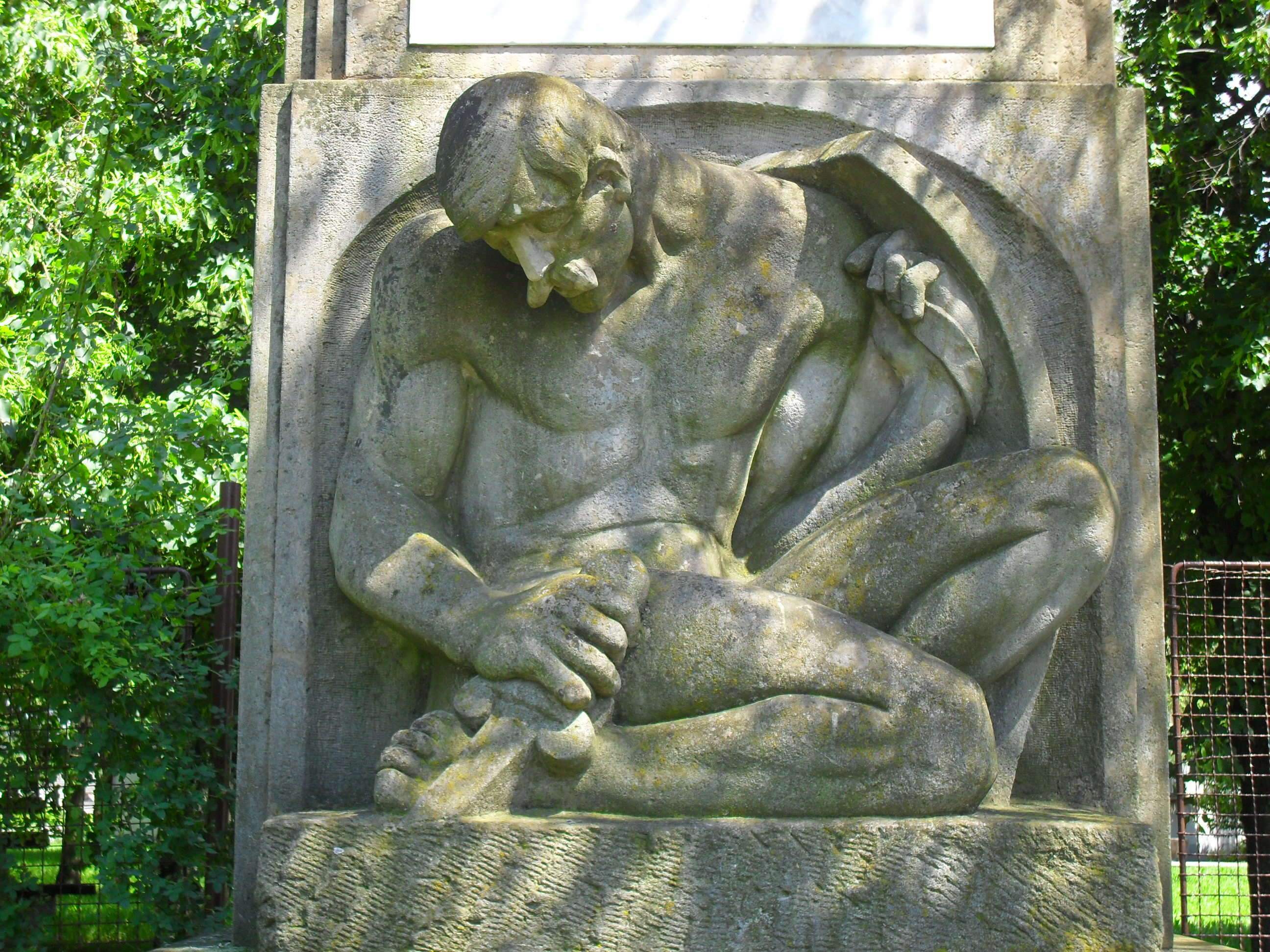
Első világháborús emlékmű - részlet
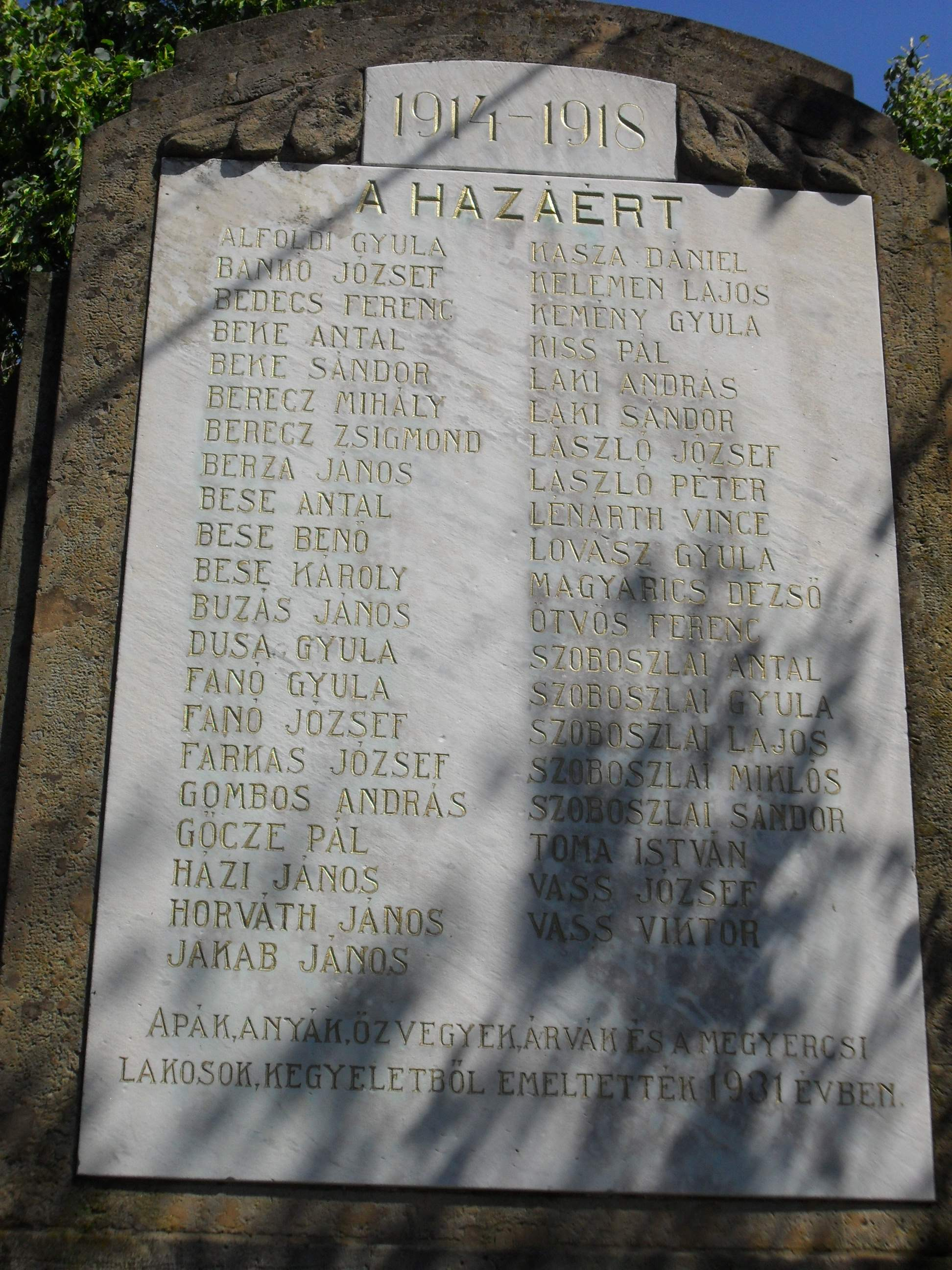
Első világháborús emlékmű - részlet
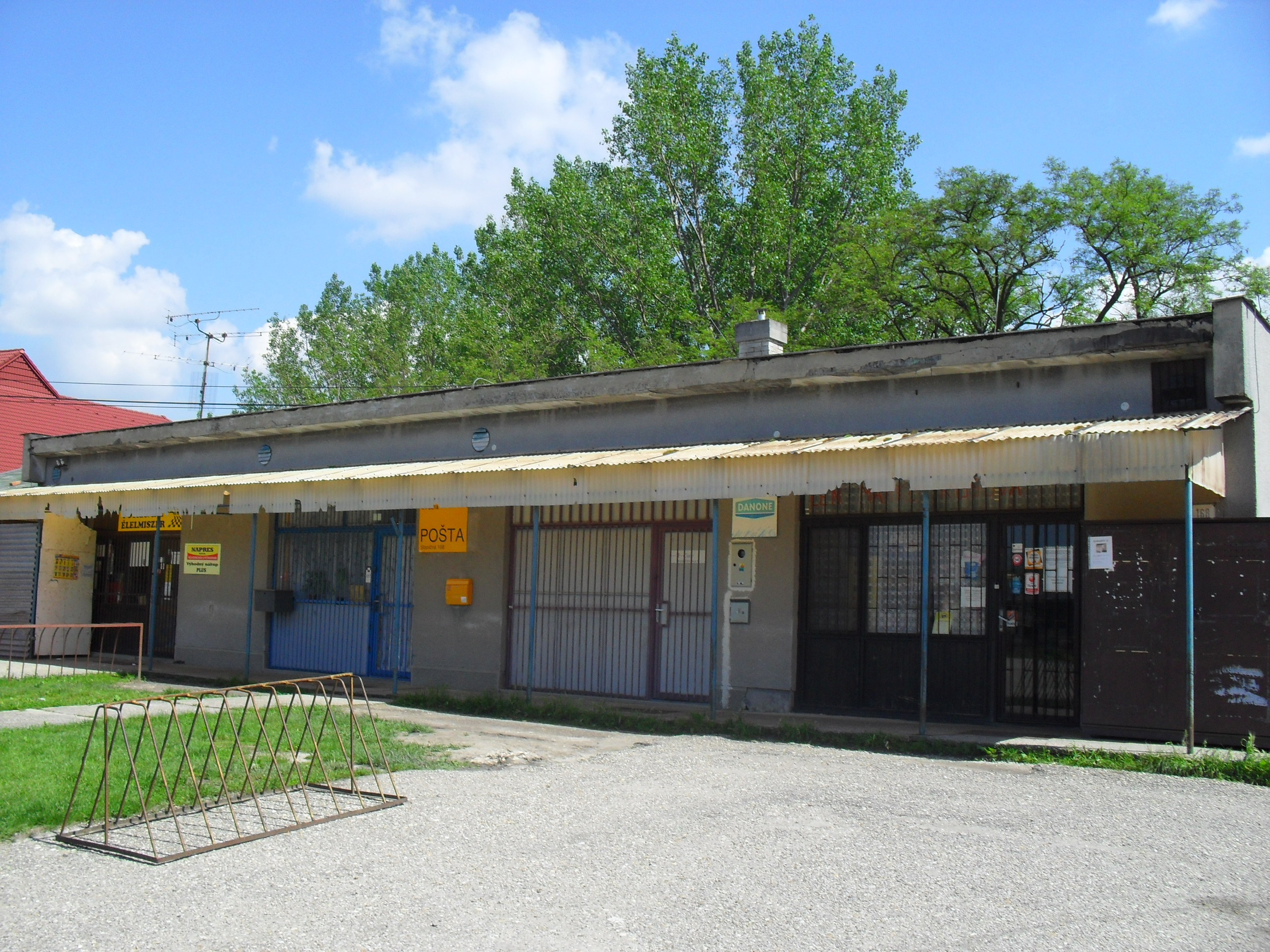
Posta
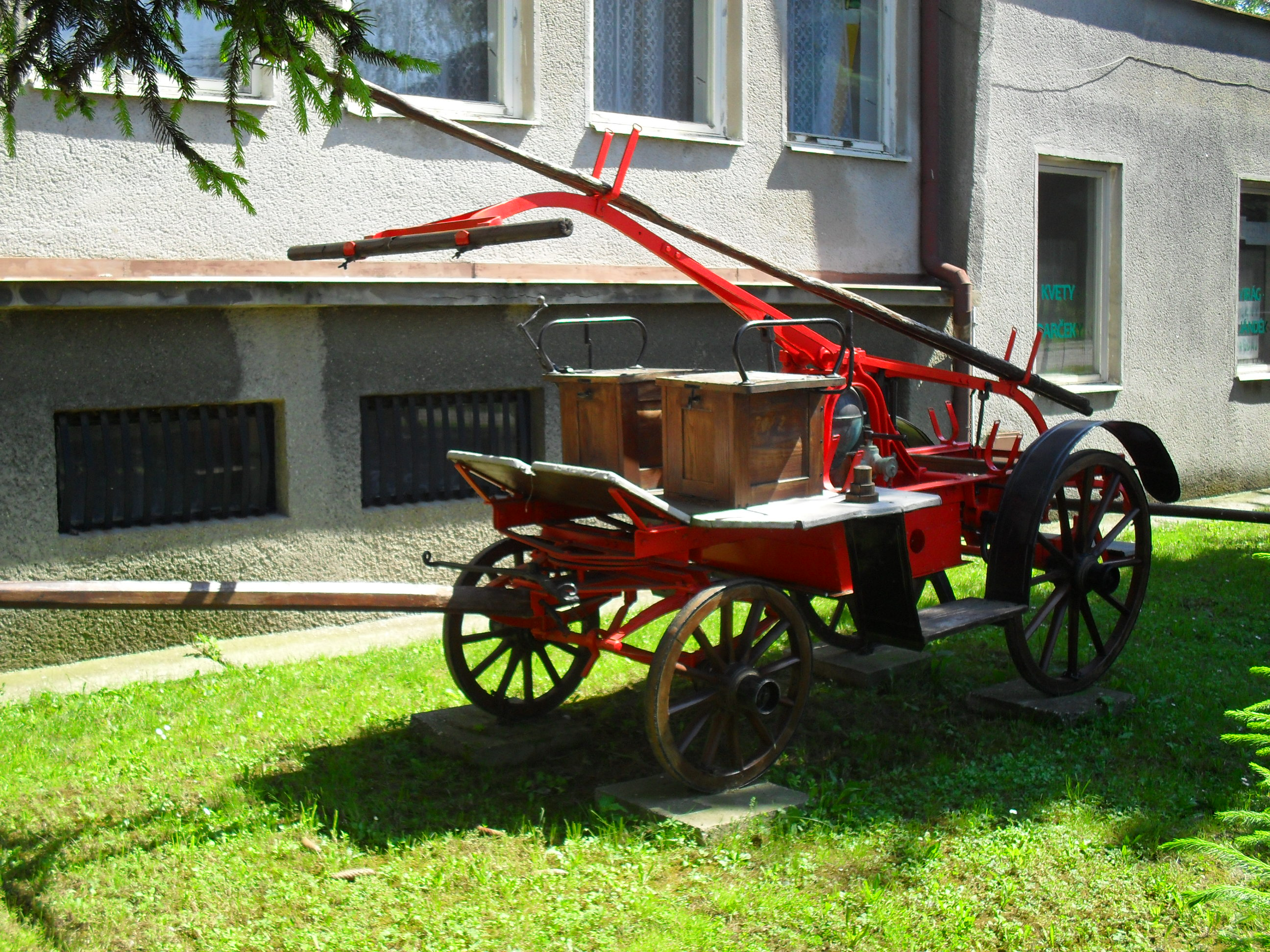
Régi tűzoltókocsi a községháza előtt
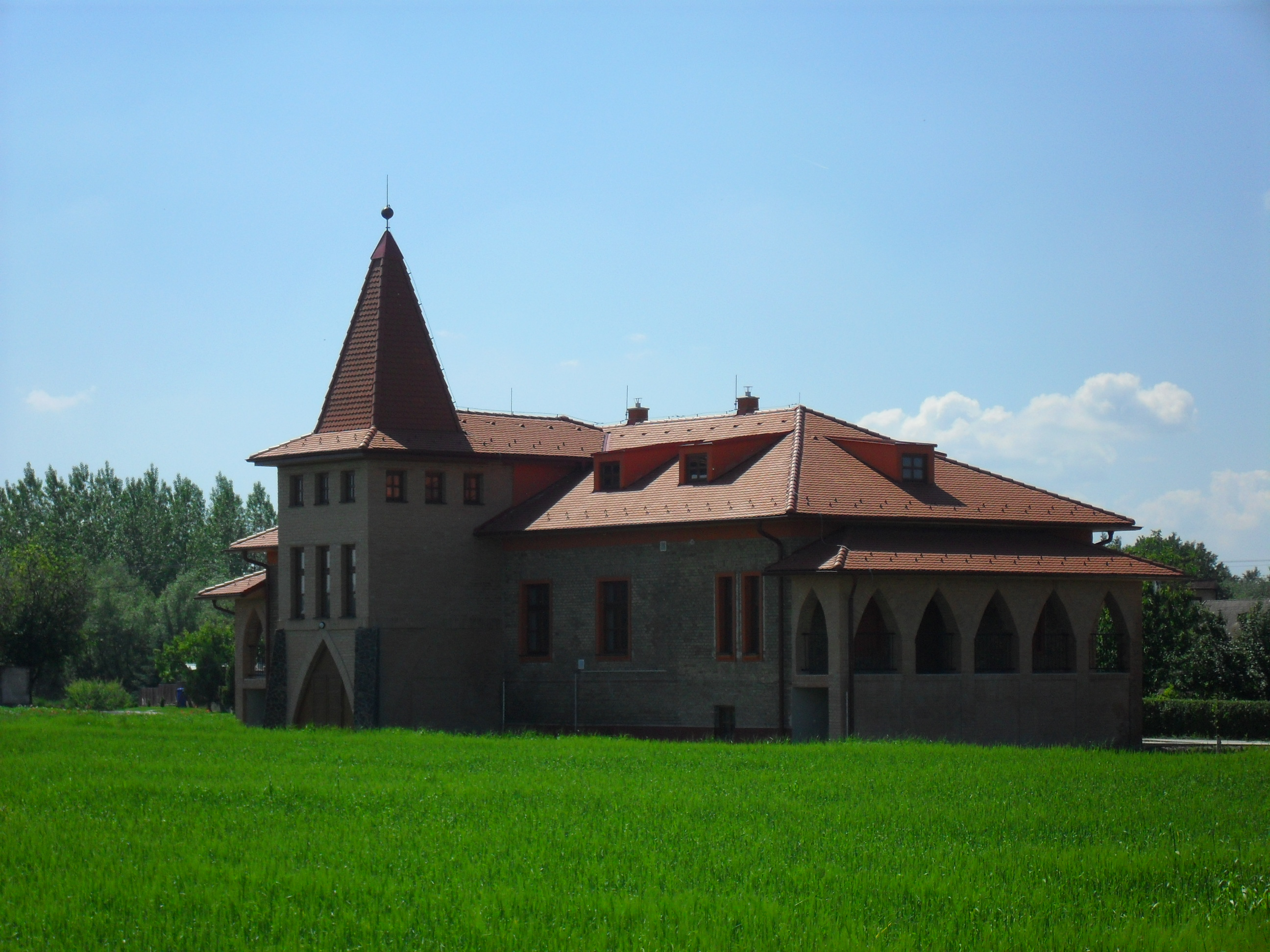
Az egykori Boschán-kúria
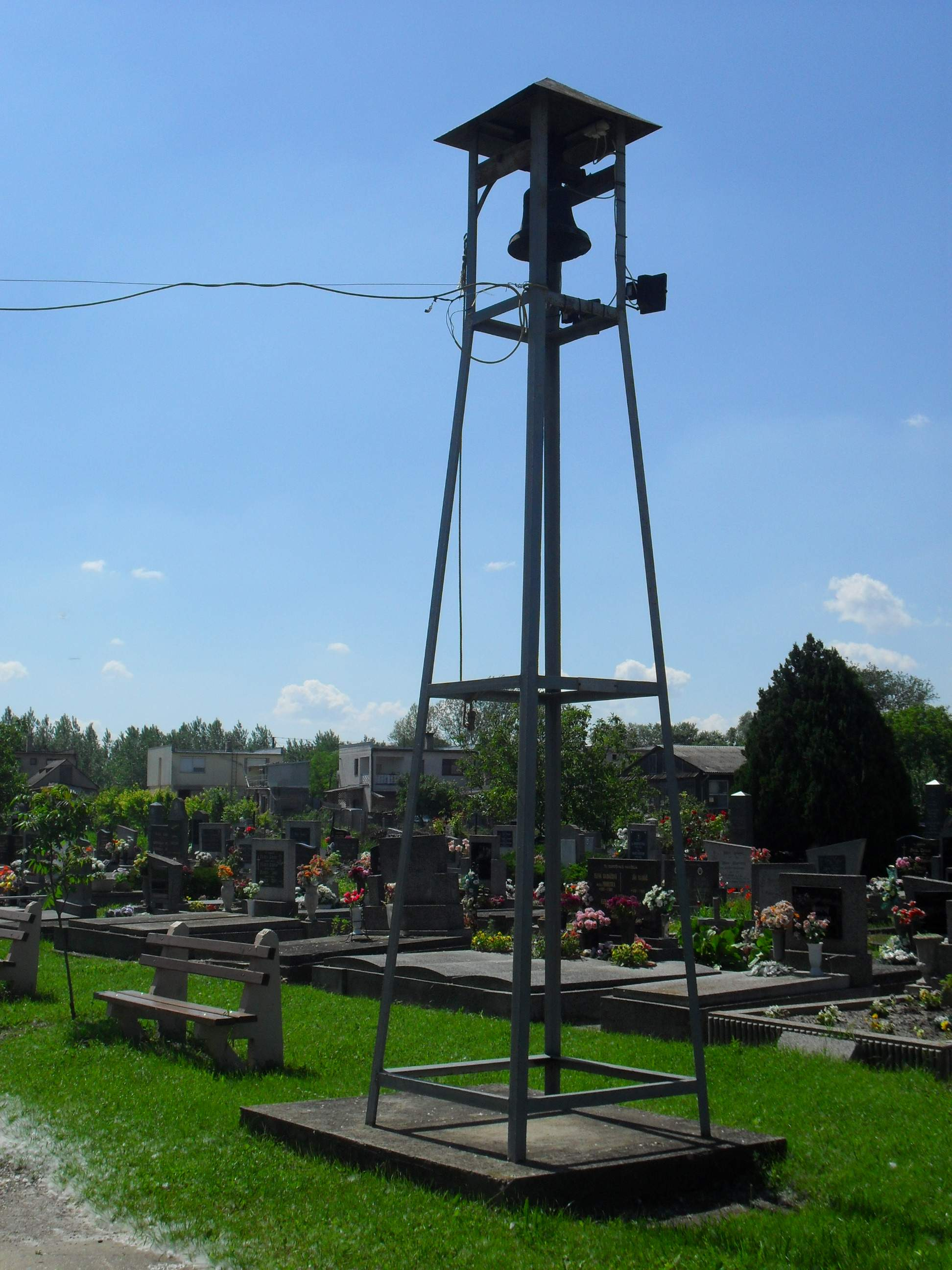
Harangláb a temetőben
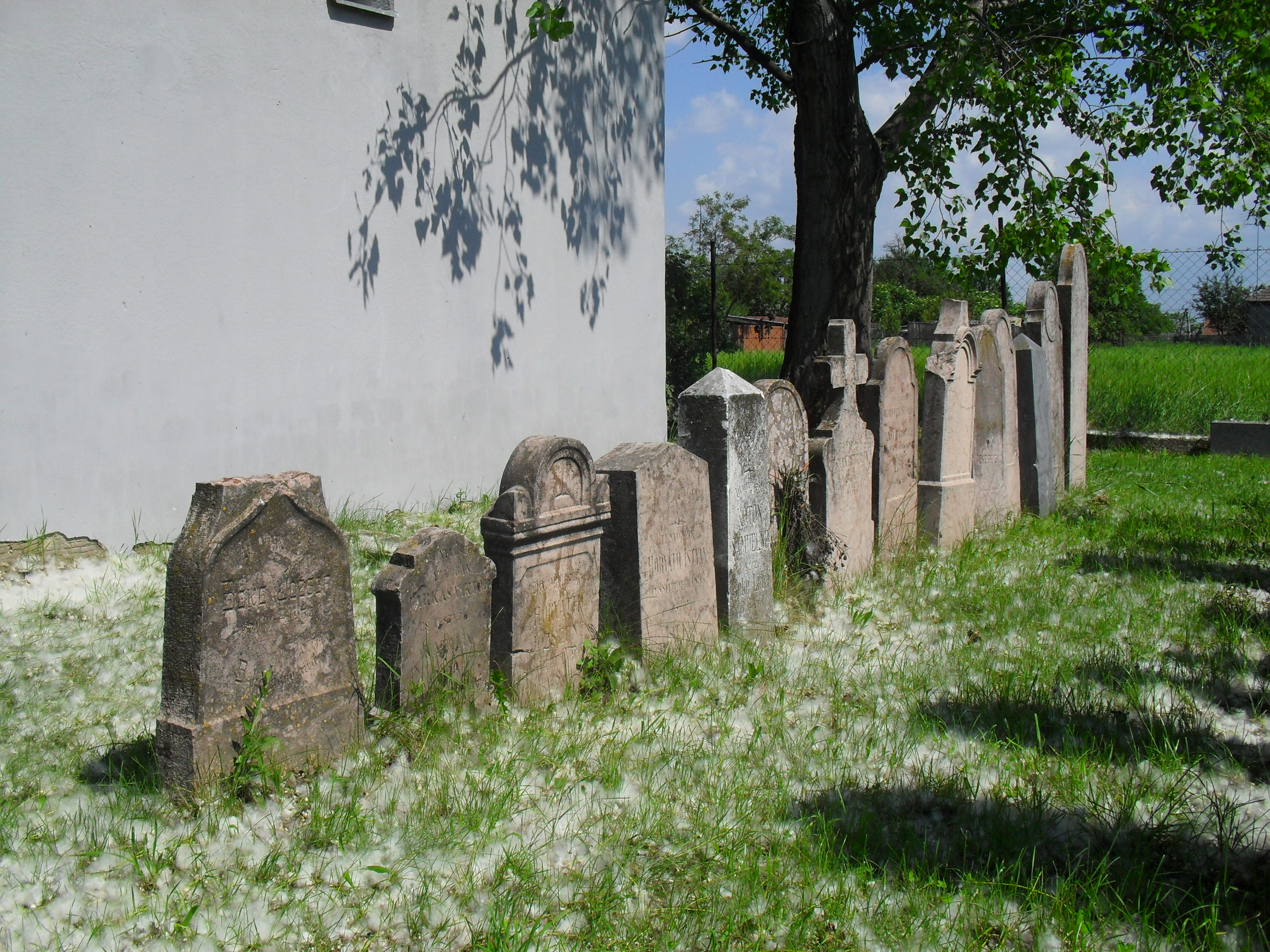
Régi sírkövek a temetőben
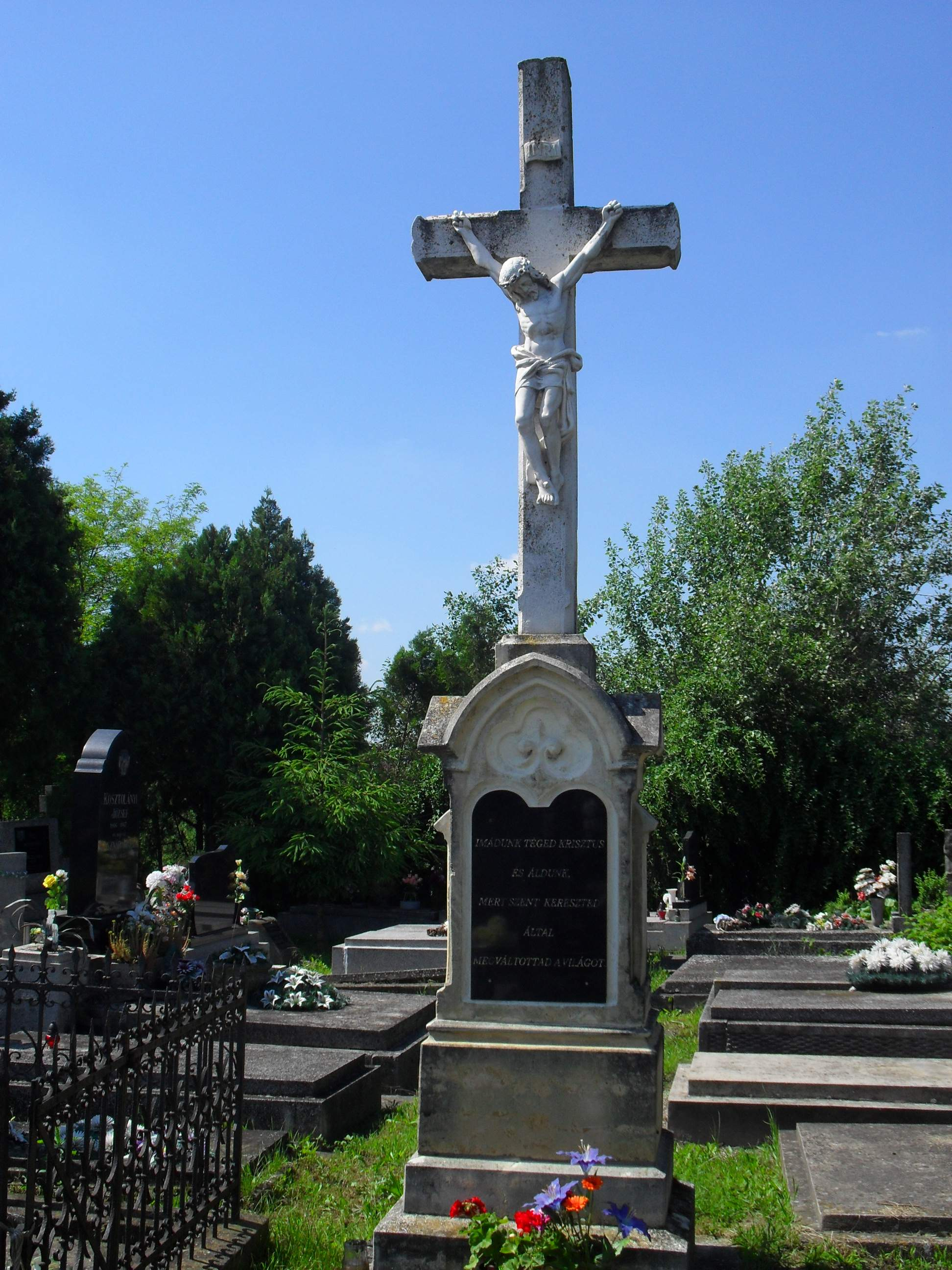
Temetői nagykereszt
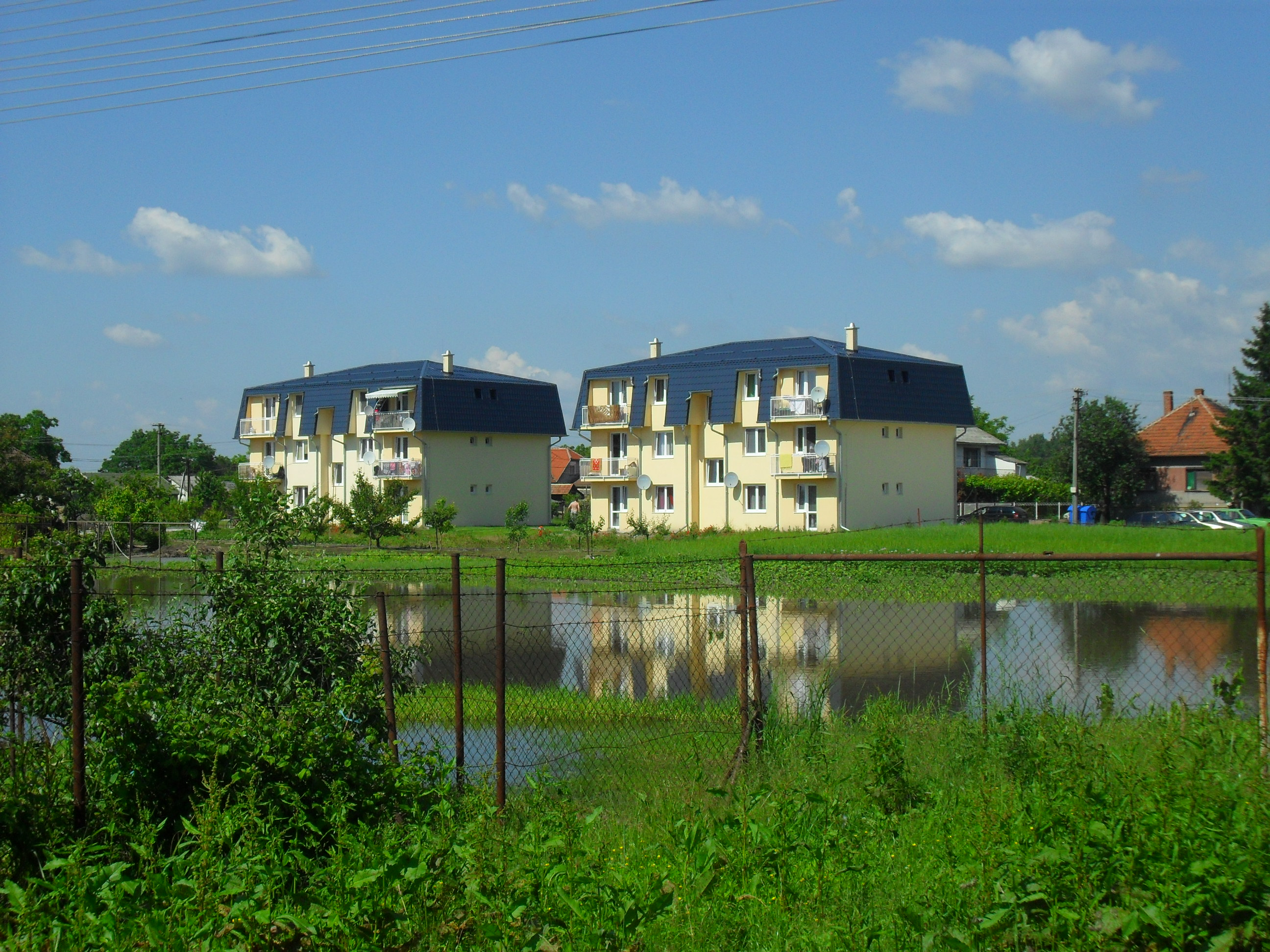
Új bérházak a községben
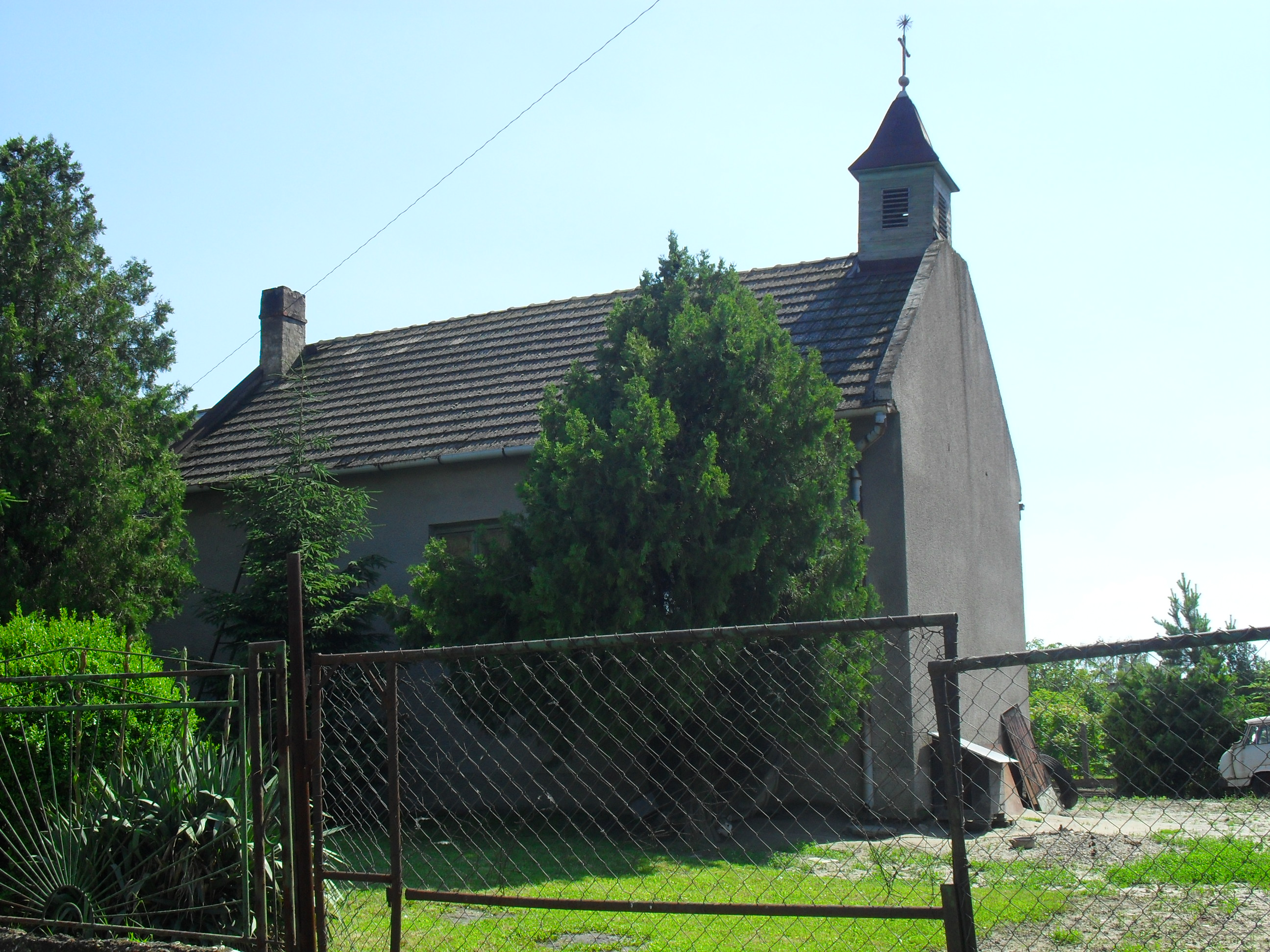
Evangélikus templom
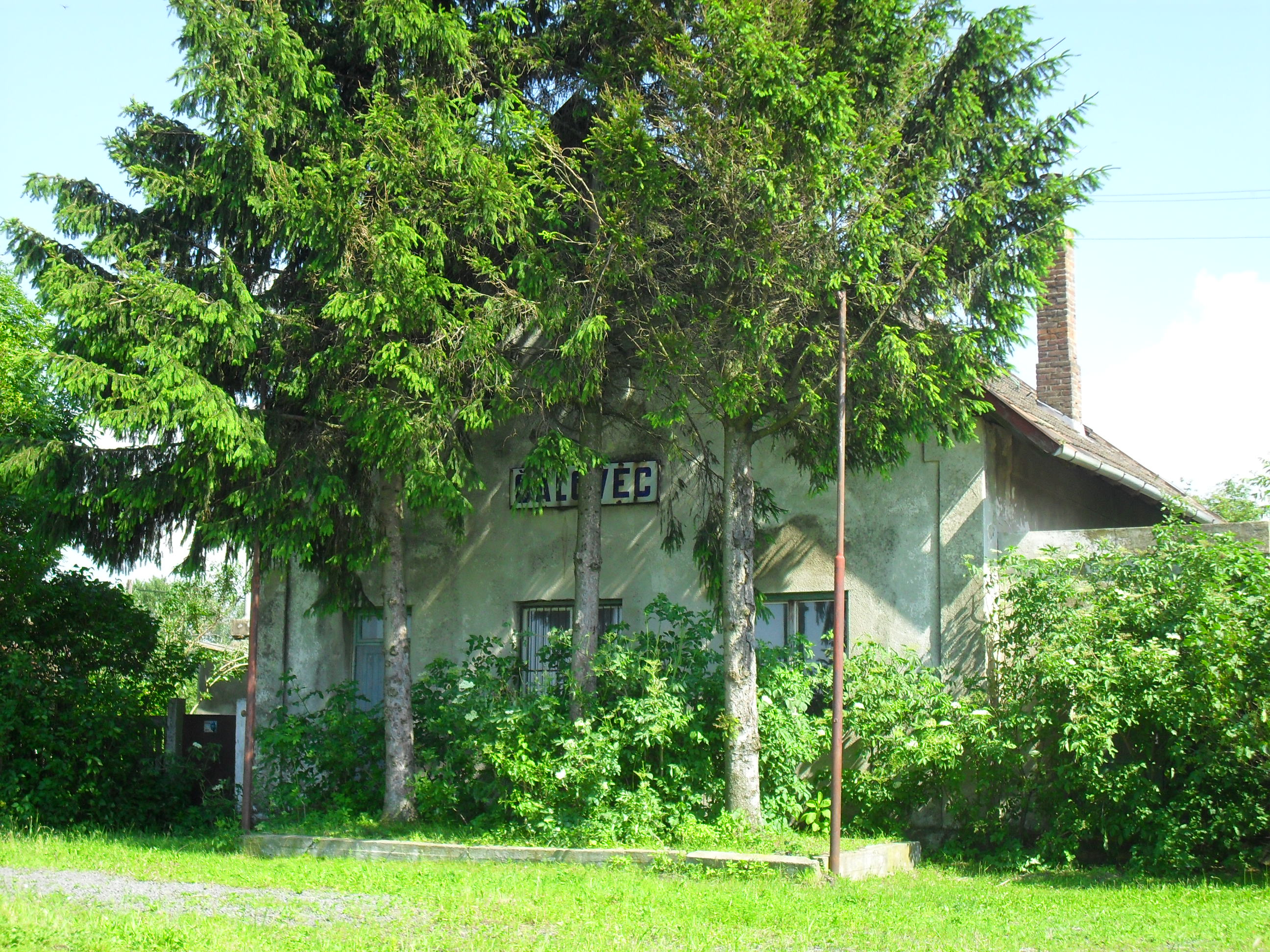
Az egykori vasútállomás
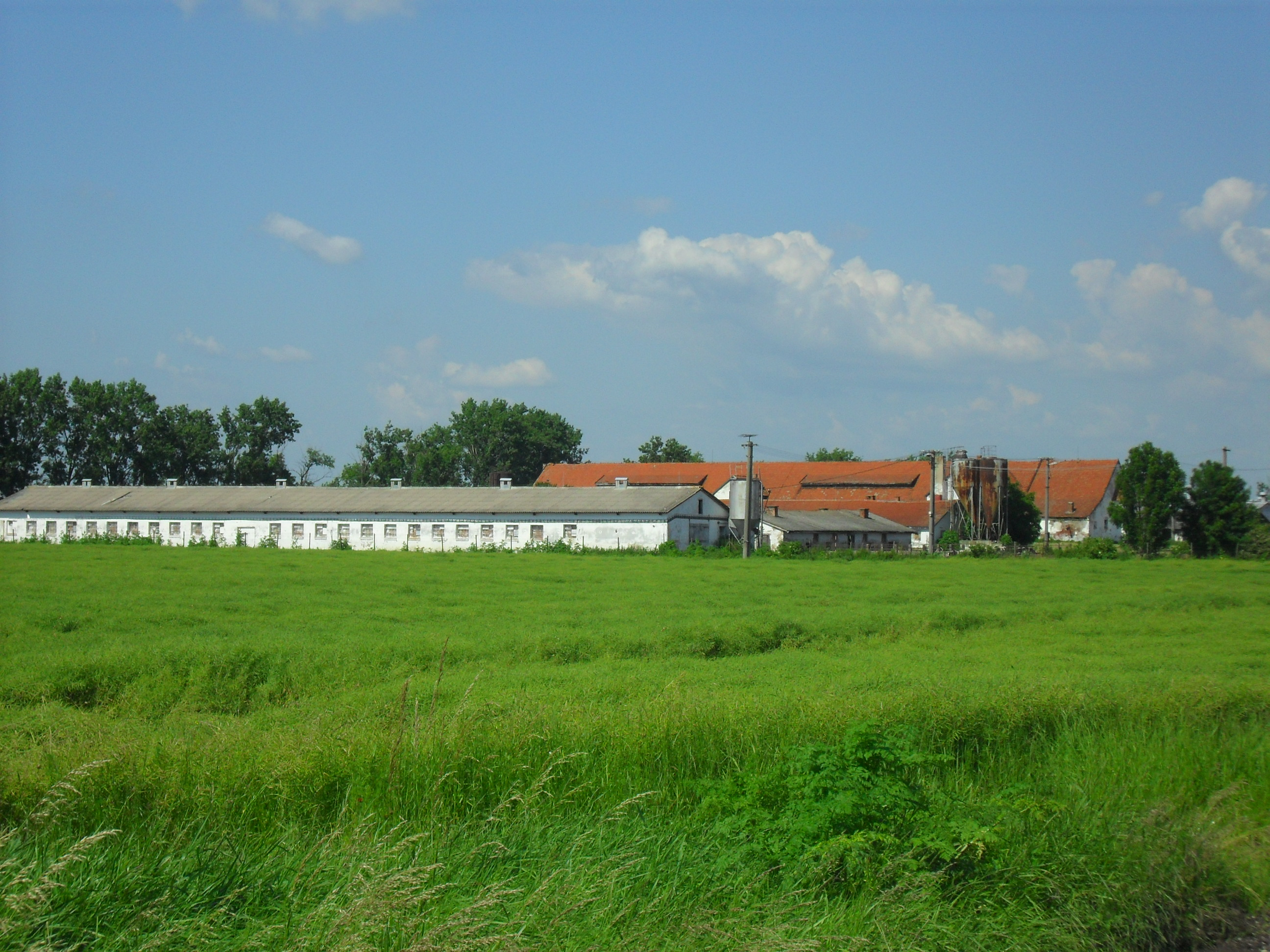
Volt állami gazdaság
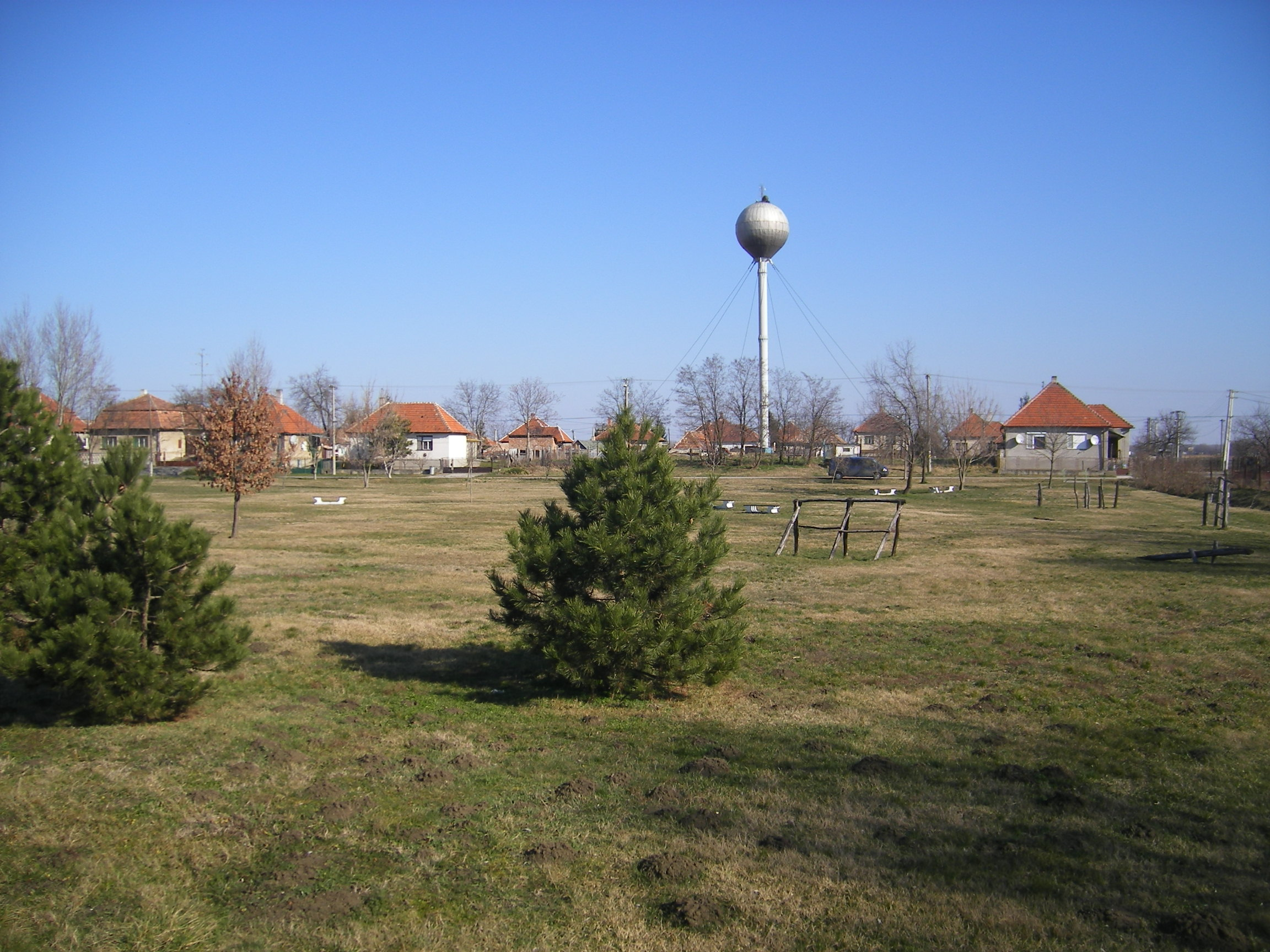
Parkosított terület a faluközpontban
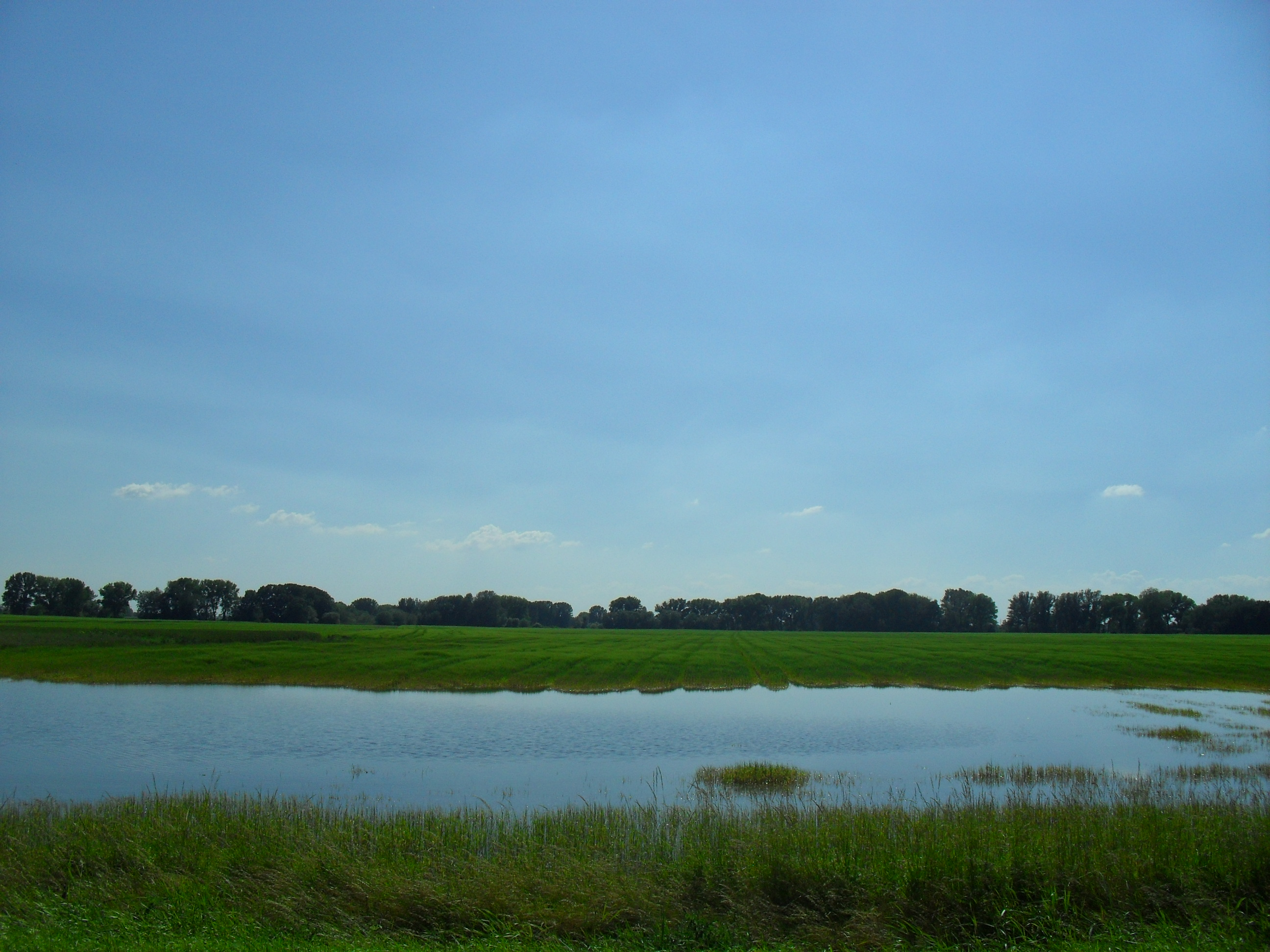
Belvíz a község határában 2010 júniusában
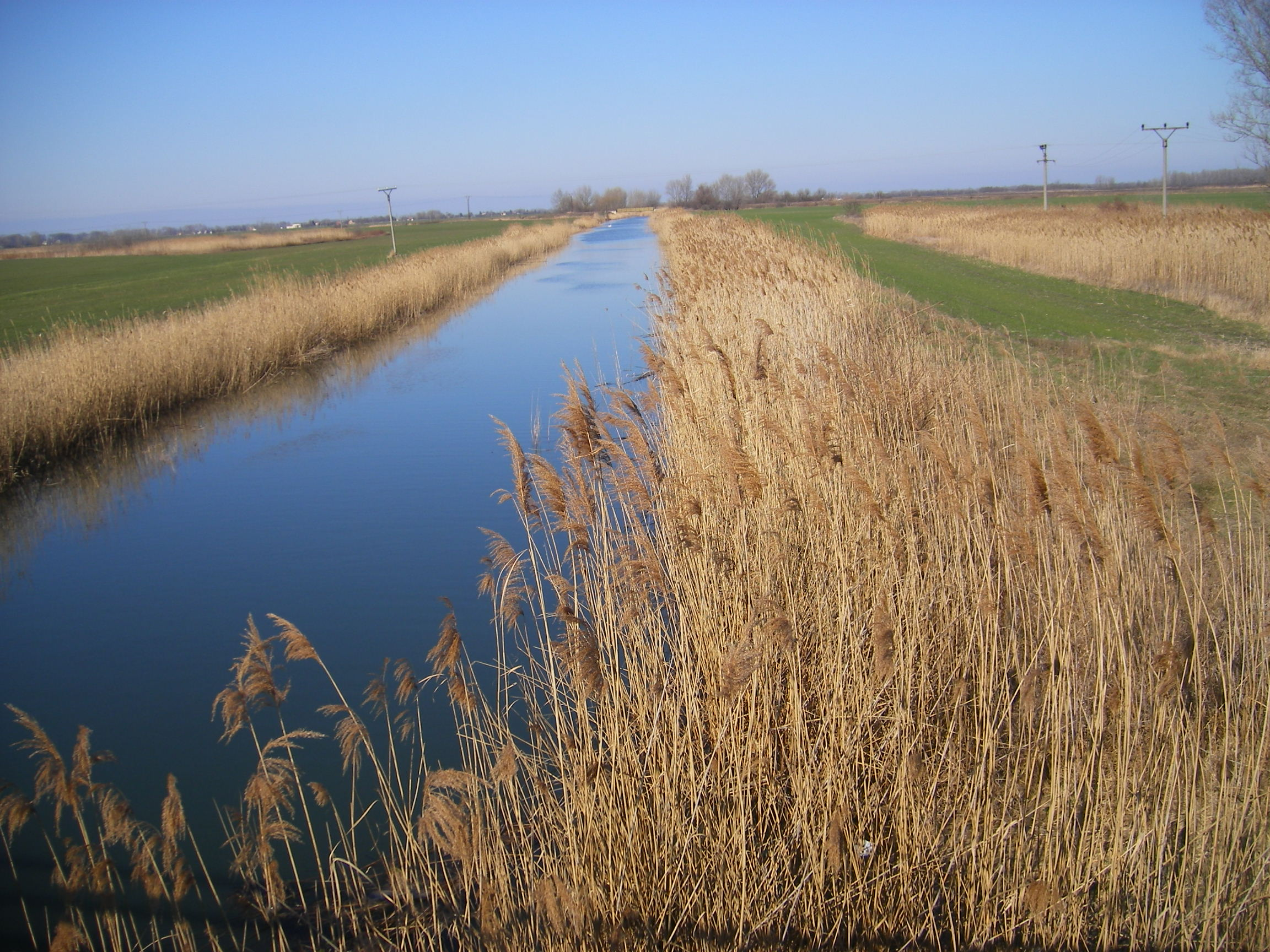
Keszegfalva és Megyercs határán (Lábán)
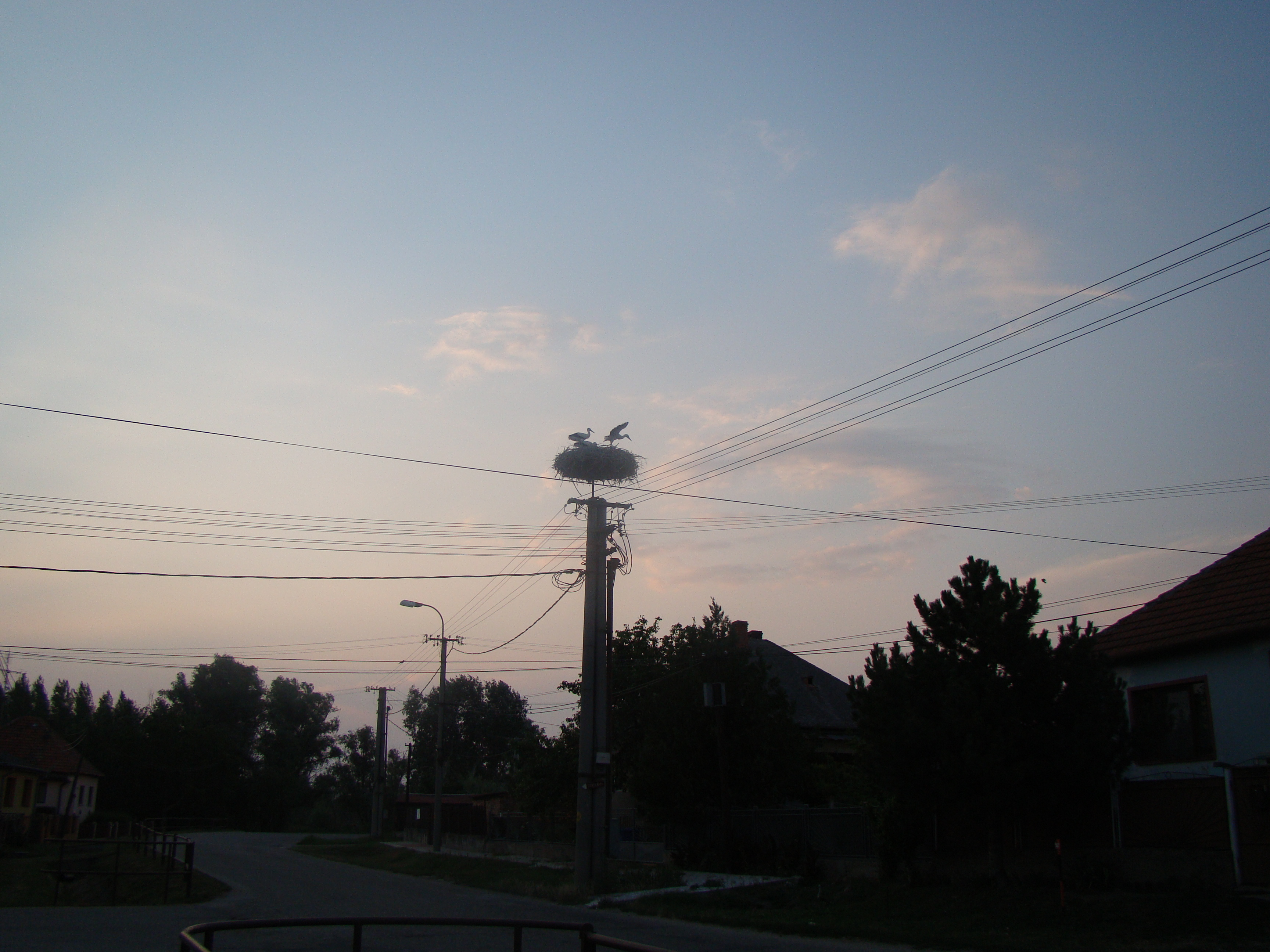
Gólyafészek a fő utcán

### Violín

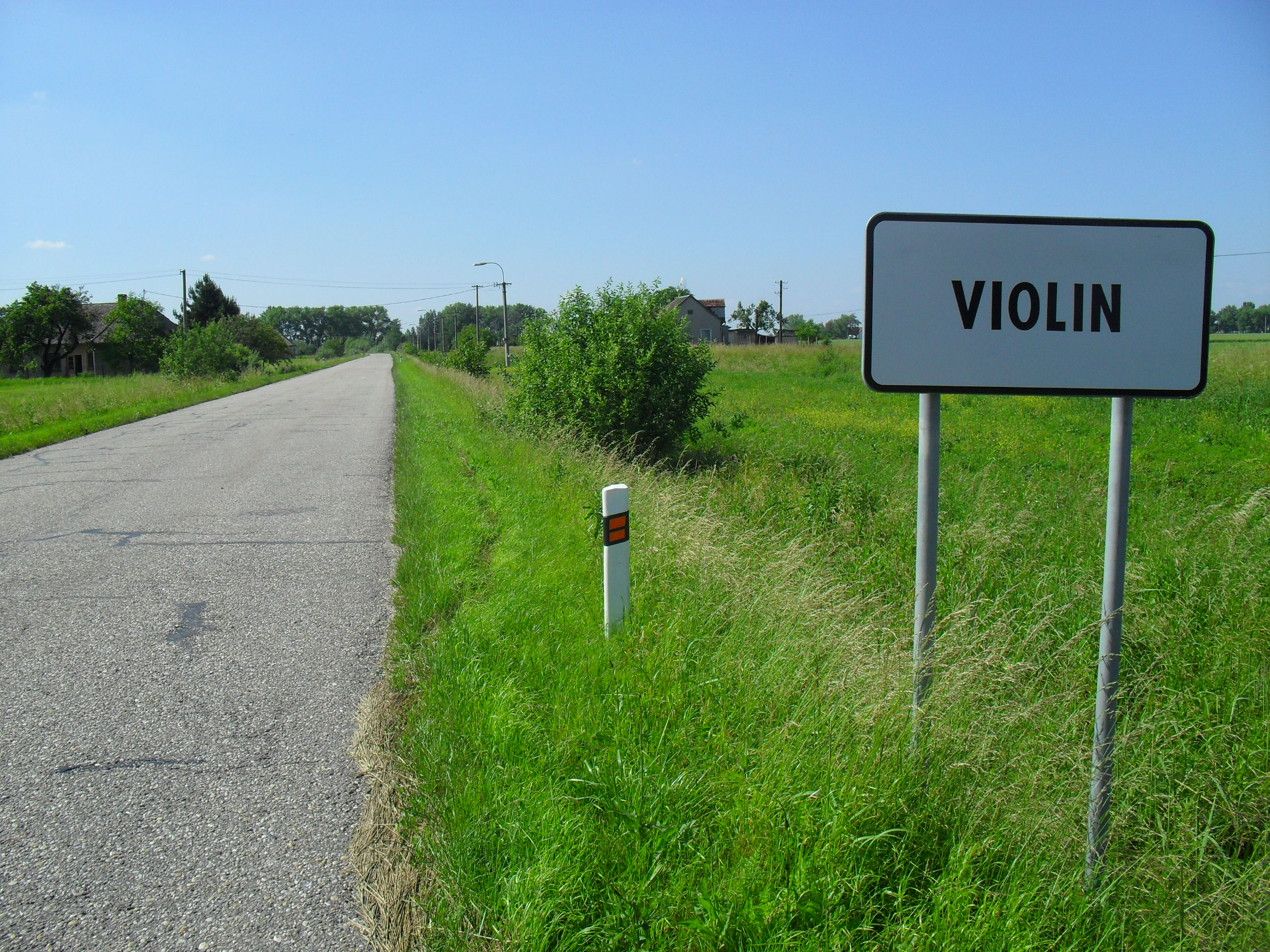
Helységnévtábla
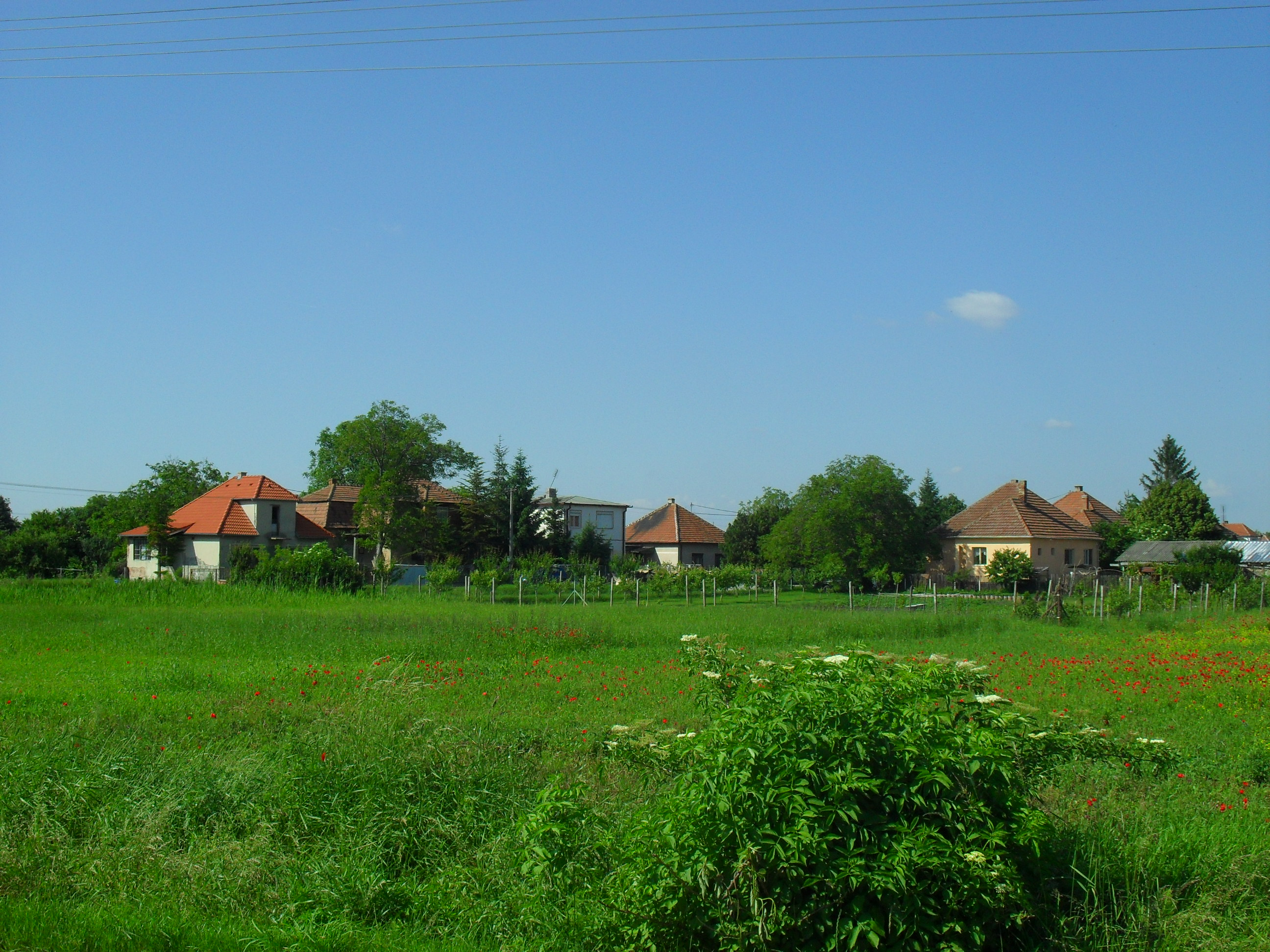
Violín látképe
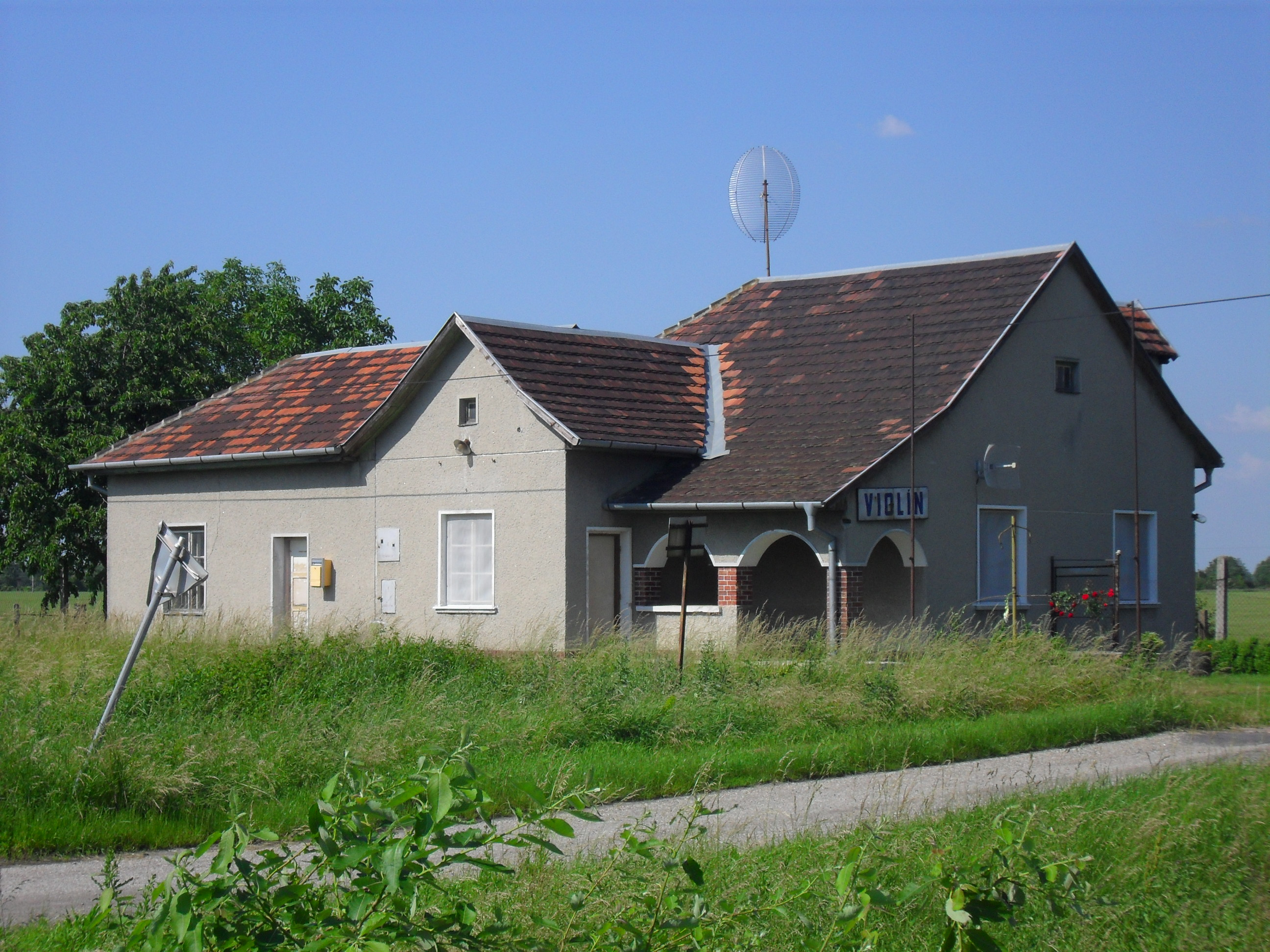
Egykori vasútállomás
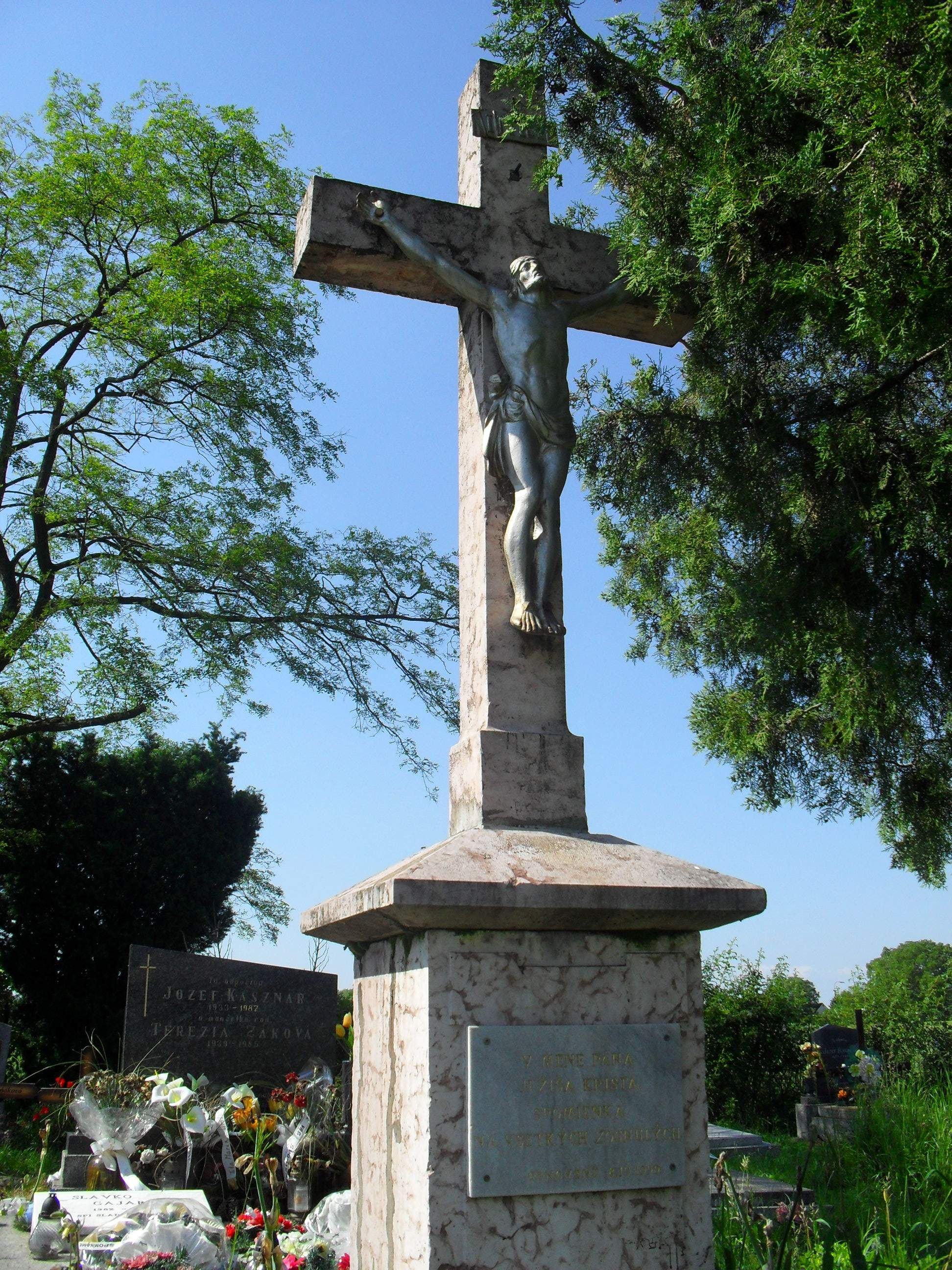
Temetői nagykereszt
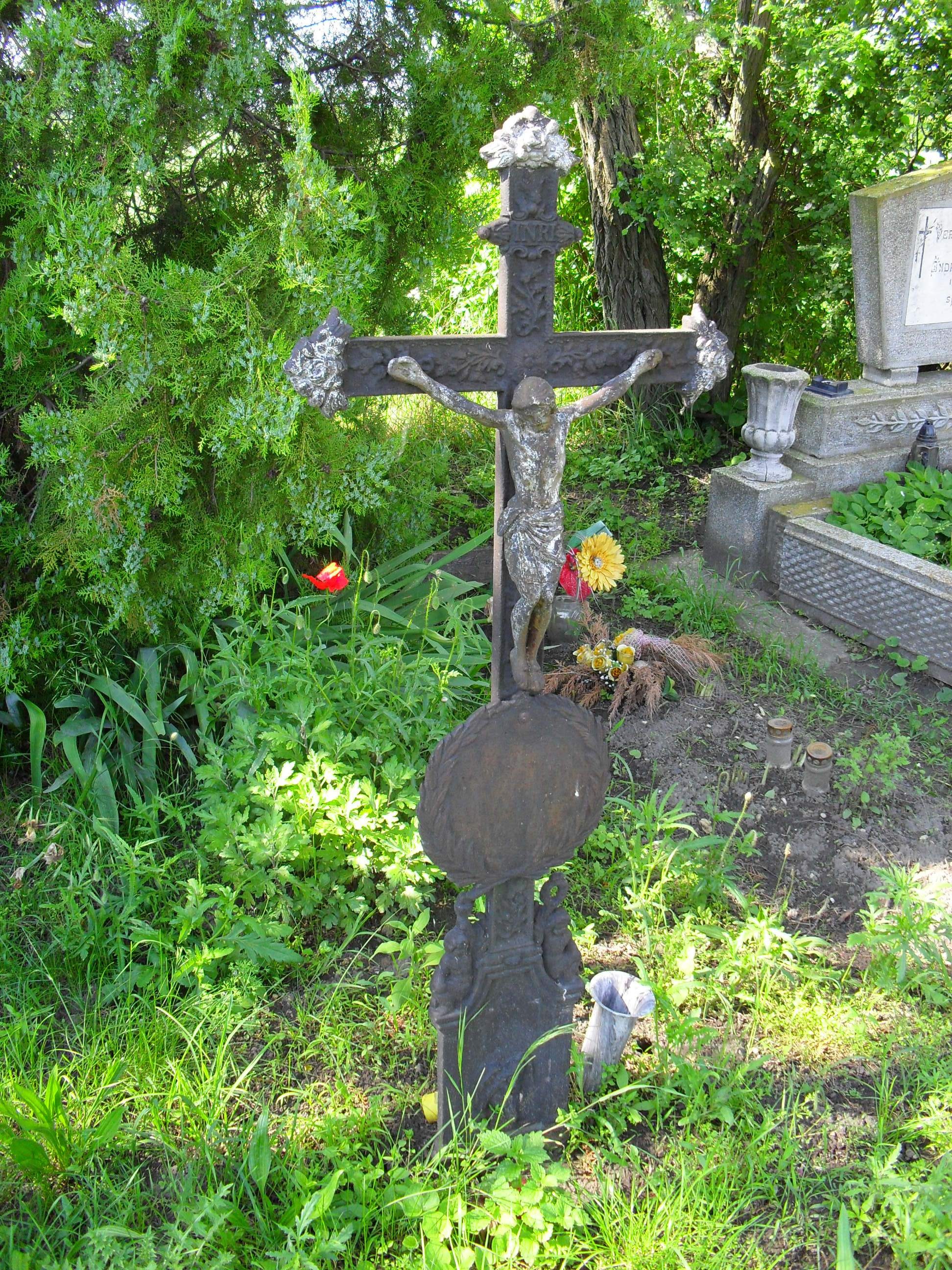
Régi vaskereszt a temetőben
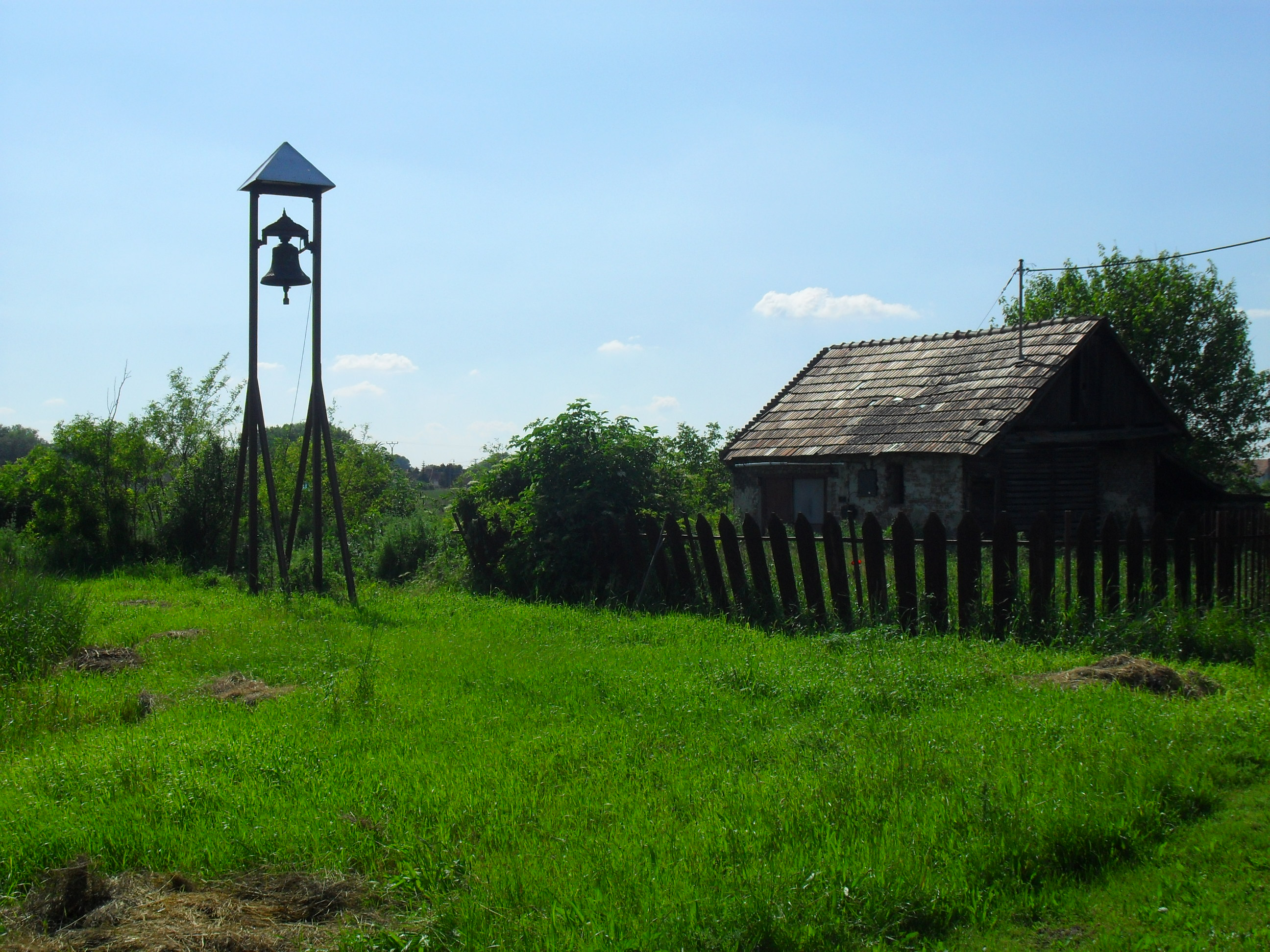
Harangláb
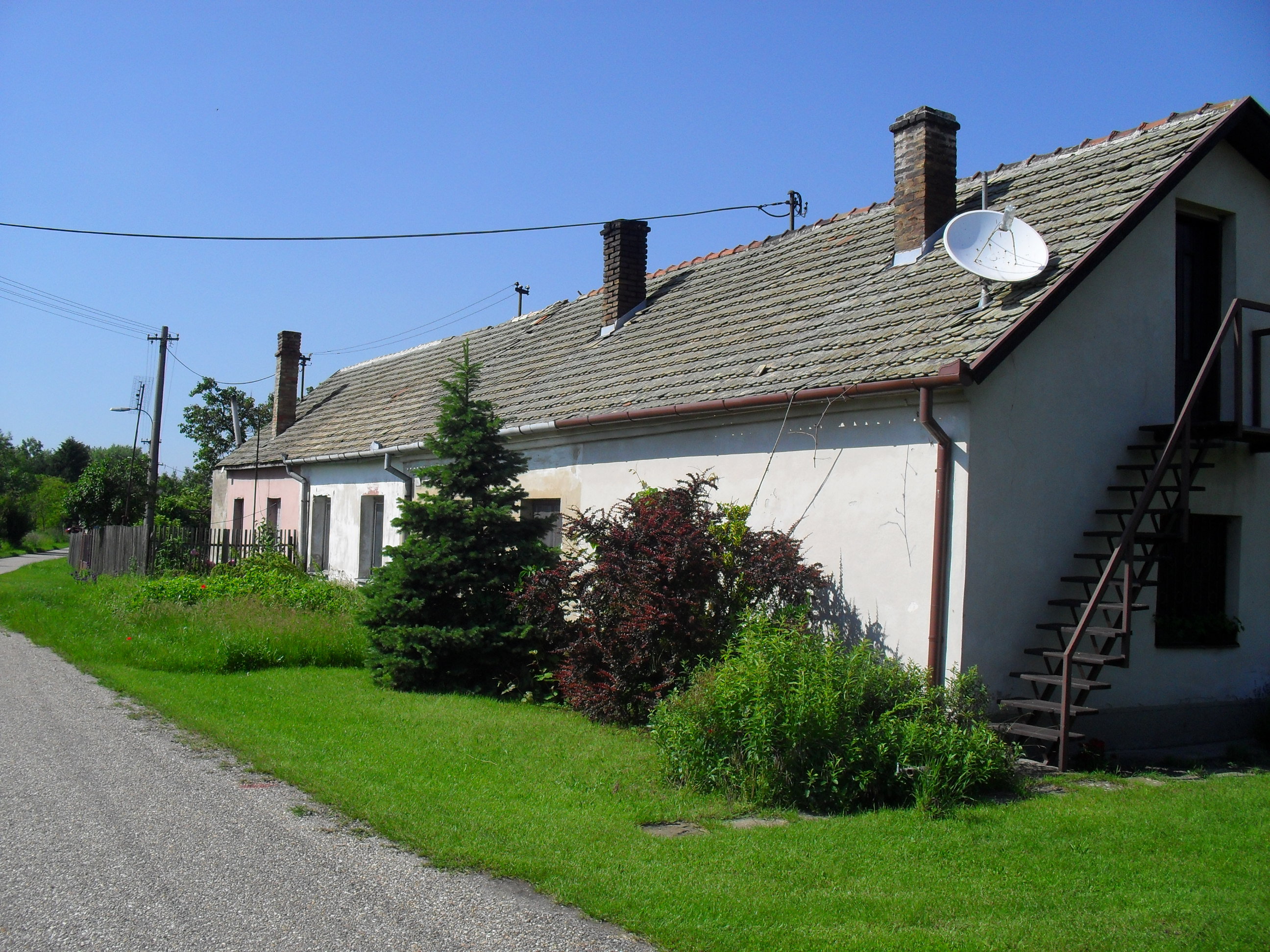
Régi kolonistaház Violínban
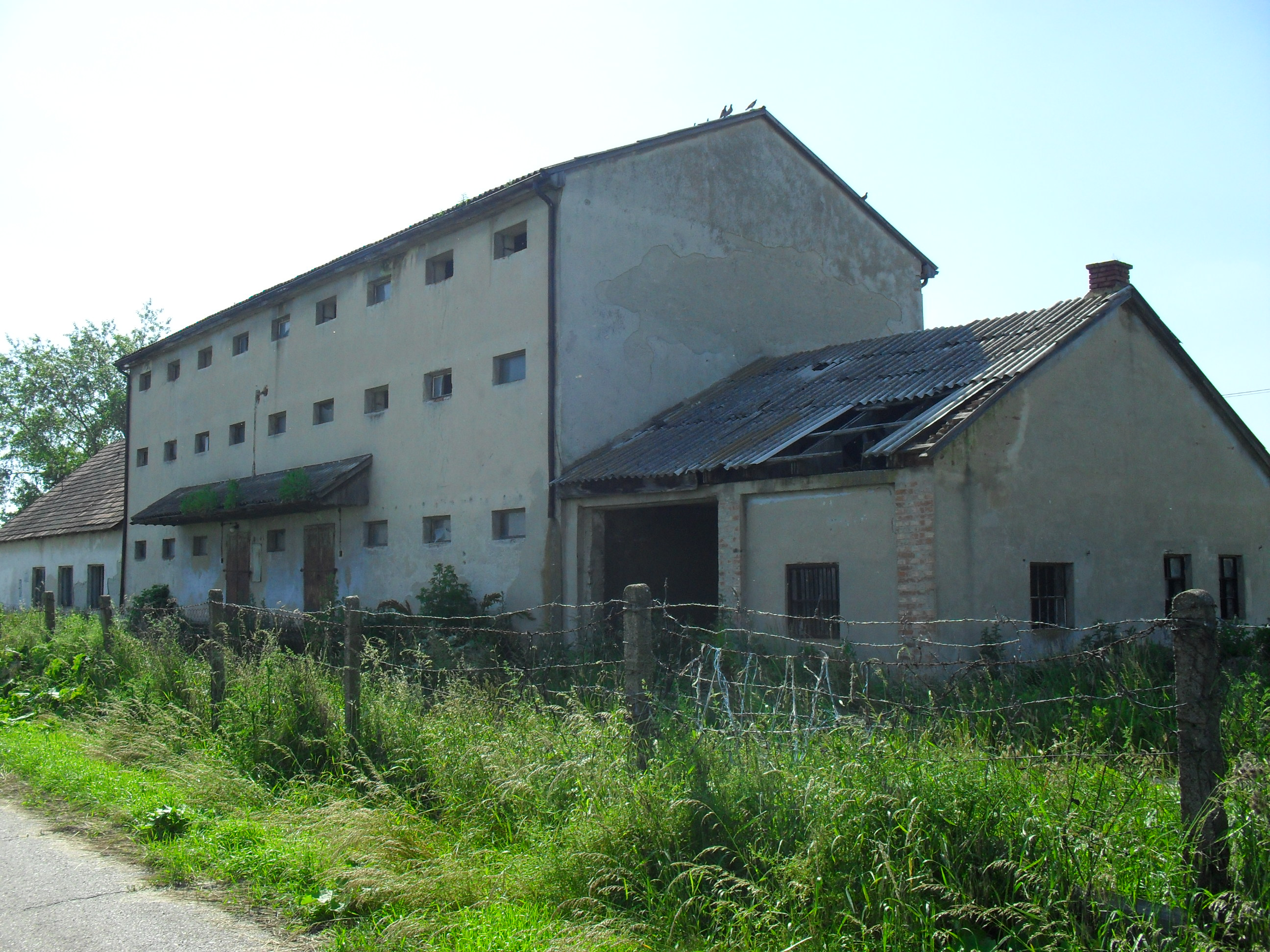
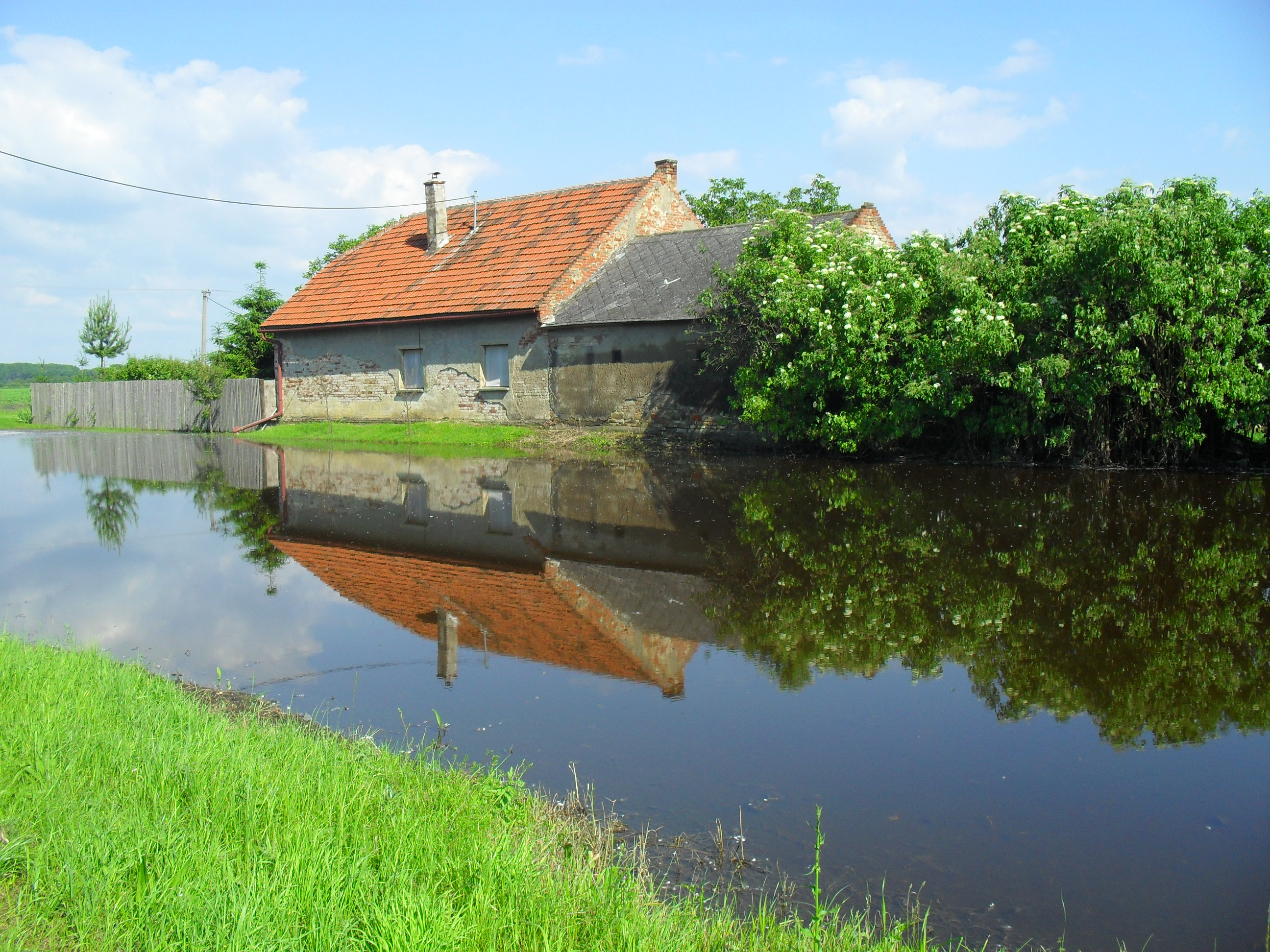
Belvíz Violínban 2010 júniusában

## Testvértelepülés
- Vérteskethely, Magyarország